# Донецьк
Доне́цьк (у 1869—1924 — Юзівка, у 1924—1961 — Сталін, Сталіно; МФА: [dɔˈnɛt͡sʲk] ( прослухати)) — місто на Сході України, адміністративний центр Донецької області й однойменних району та громади. З 2014 року перебувало під окупацією самопроголошеного маріонеткового утворення Донецька Народна Республіка, визнаного Україною терористичною організацією, яке було анексоване Росією у 2022 році.
П'яте за кількістю мешканців місто України: за офіційними даними на початок 2019 року в ньому мешкали 913 323 особи. Формує міську агломерацію з чисельністю населення близько 1,7 млн мешканців.
Свою сучасну назву місто отримало від назви регіону — Донецького басейну, власне від Донецького кряжу, названого так завдяки його розміщенню уздовж річки Донець.
Донецьк до початку російської агресії на Донбасі — великий промисловий та фінансовий осередок України, «шахтарська столиця» України, центр найбільш економічно розвиненого регіону України. Це був розвинений мегаполіс, у якому були сконцентровані високий промисловий і науковий потенціал, робітники й фахівці високої кваліфікації, розвинена інфраструктура й виробнича база. Економіку міста становило 200 промислових підприємств з обсягом виробництва понад 50 млрд грн і понад 20 000 підприємств малого й середнього бізнесу, на яких було зайнято близько 180 тисяч донеччан.
Внаслідок збройної агресії Росії проти України місто опинилося під російською окупацією. Визнане Верховною Радою України тимчасово окупованою територією. Урядами Росії, Сирії та Північної Кореї вважається столицею суб'єкту Росії Донецька Народна Республіка, що не визнано міжнародною спільнотою.

## Назва
Попередні назви Донецька:
- у 1869–1924 та під час нацистської окупації 1941—1943 років[7] — Ю́зівка[8][9];
- у 1924–1941 та 1943–1961 — Ста́лін[10], Ста́ліне[11], Ста́ліно[12].

## Історія

### Заснування та розвиток
Заселення земель в районі сучасного Донецька розпочато запорозькими козаками у XVII столітті, та донськими наприкінці XVIII століття.

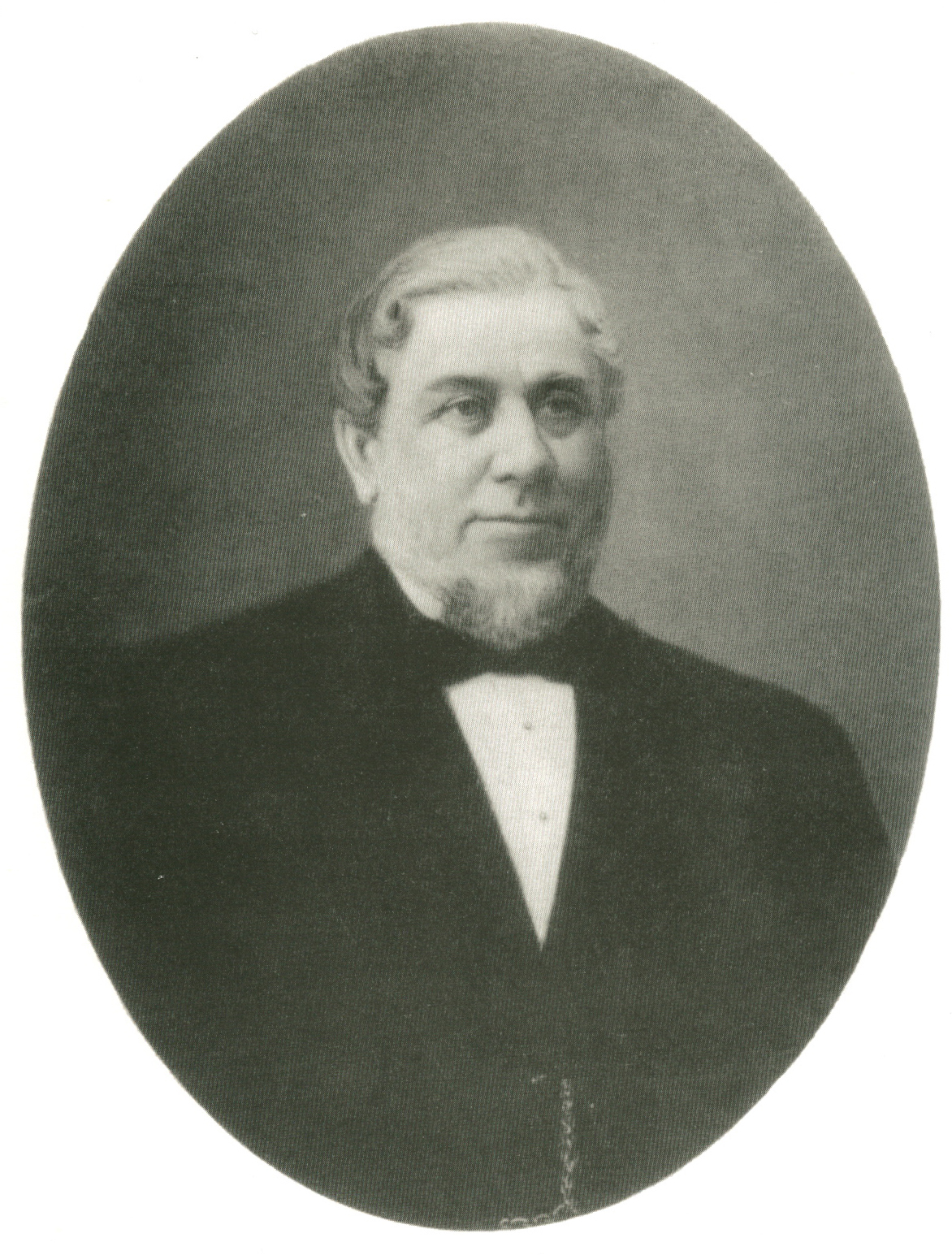
Джон Джеймс Юз

Історики та дослідники вважають датою заснування Донецька 1779 рік, оскільки саме на нього припадає перша документована згадка про існування постійного населеного пункту на території майбутнього міста.
У 1775, після ліквідації Запорізької Січі землі, які входять сьогодні до складу Донецька, були віддані нащадкові Ізюмського полковника поручику Євдокиму Шидловському. На цих землях Шидловський в 1779 році заснував слободи Олександрівку (північно-східна частина Київського району м. Донецька) і Крутоярівку (більша частина Ворошиловського району м. Донецька). Перша дістала назву на честь його старшого сина Олександра, а друга — від яру, який розділяв поселення (його залишки і сьогодні обрамляють зі сходу Міський парк культури і відпочинку). Таким чином, володіння Шидловського в сучасних межах міста простягалися від Путилівського парку до Донецького металургійного заводу.
За даними четвертої ревізії 1782 року в Олександрівці вже мешкало 206 чоловіків і 135 жінок.
Наприкінці XVIII — на початку XIX століття на території сучасного Донецька з'явилося ще кілька селищ: Олексіївка, Катеринівка, Любимівка, Григорівка, на території майбутнього міста вже існувала слобода Олександрівка, Григорівка, Семенівка, хутір Овечий, заснований запорізькими козаками в XVII столітті.
На початку XIX століття на теренах міста з'являються дрібні шахти. Новоросійський генерал-губернатор Воронцов орендував у поміщика землю і побудував на території теперішнього Донецька першу шахту — Олександрівську, де працювали 76 вільнонайманих робітників. У середині 50-х років XIX століття шахта давала 400—500 тисяч пудів вугілля на рік.
У 1869 валлієць Джон Юз розпочав будівництво металургійного заводу робітниками селища Юзівка, названого на честь засновника. Ця дата і вважається часом заснування селища. Варто нагадати, на той час на території Донецька вже існували слободи Олександрівка, Григор'ївка, Авдотьїно. Дореволюційна Юзівка ділилася на дві частини: Заводська — район металургійного заводу, де знаходилися «Англійська колонія» — район переселенців з Великої Британії, та Новий Світ — район мешкання чиновників та ремісників. Вплив англійської культури значно позначився на архітектурі та плануванню міста.
У травні 1917 року селище Юзівка, з населенням уже 70 тисяч мешканців, отримало статус міста. Головну частину населення селища становили переселенці з Центральної Росії та Південної України, греки Приазов'я.

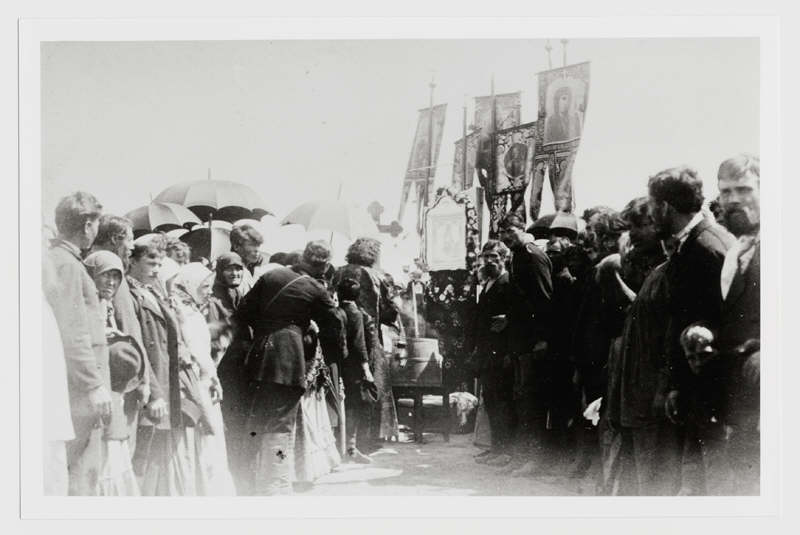
Мешканці Юзівки під час православної служби, фото 1890-х

### Українська революція
У ході українських визвольних змагань Юзівка стала частиною проголошеної III Універсалом Української Народної Республіки у складі адміністративно-територіальної одиниці Половецька земля з центром у Бахмуті. Протягом Першої радянсько-української війни, у січні 1918 року місто охоплюють бойові дії. На 5 січня російські більшовики захопили практично всю південну частину лівобережної України. У квітні 1918 року, в ході контрнаступу українських та союзних сил, Юзівка повертається під контроль УНР. З початком Другої радянсько-української війни, після захоплення більшовиками значної частини лівобережної України, 12 лютого 1918 року радянська влада проголошує створення Донецько-Криворізької Радянської Республіки, але вже 17 лютого 1919 року вона ліквідовується, а її ресурси повністю зливаються з іншою частиною підрадянської України. Місто устатковується під більшовицькою окупацією.

### Радянський період
У 1923 році місто стає адміністративним центром Юзівської округи (пізніше Сталінська округа). У 1924 місто перейменовано на Сталіно — на честь радянського диктатора Йосипа Сталіна. 1930 року Сталінська округа скасовується. У 1932 місто стало адміністративним центром Сталінської області. У 1938 році від області відділяють і створюють окрему адміністративно-територіальну одиницю — Ворошиловградську область. У 1941 році чисельність населення міста сягнула півмільйона мешканців, у місті видобувалося 7 % вугілля, вироблялося 5 % сталі Радянського Союзу.
У результаті терору, розпочатого радянською владою, у 1930-1940-х роках на території міста з'являється, спочатку приховуване, місце масових поховань — Рутченкове поле. НКВС закопало й заасфальтувало на околиці міста 4000 невинних жертв.
З 21 жовтня 1941 по 7 вересня 1943 в ході німецько-радянської війни місто було окуповане німецькими військами. За час нацистської окупації населення міста зменшилося з 507 тисяч до 175 тисяч жителів.
У 1961 році місто отримало нову назву — Донецьк, а Сталінська область перейменована на Донецьку. У 1965 році за розробленим відомим київським архітектором Йосипом Каракісом проєктом будується найбільший в Україні культурно-спортивний центр на 2032 учні (прив'язку до місцевості проекту здійснювали три донецьких архітектори П. Вігдергауз, В. Волик і А. Страшнов).

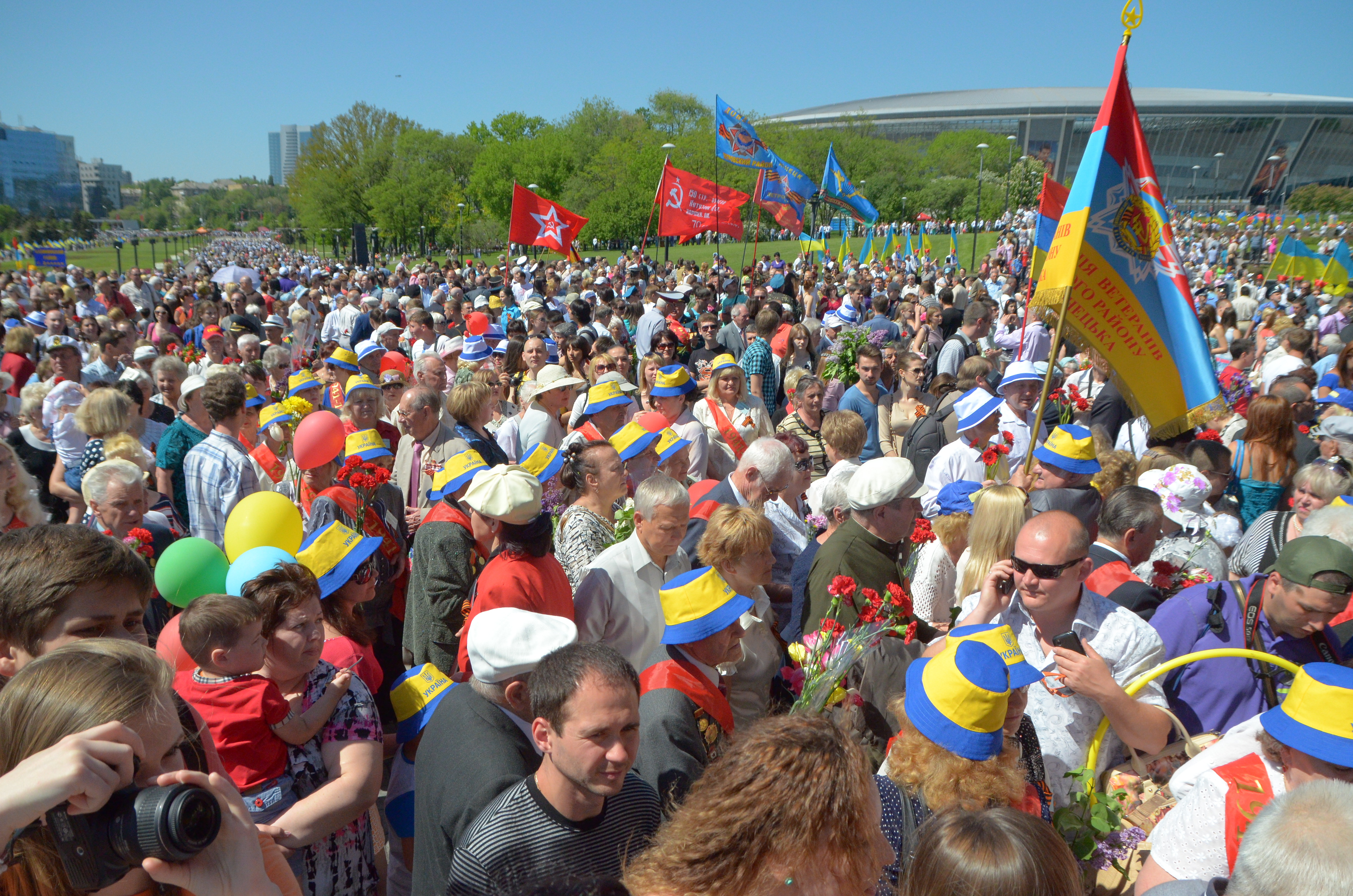
День Перемоги, 9 травня 2013

У 1970 році ЮНЕСКО визнала Донецьк найбільш озелененим високоіндустріальним містом світу, тоді Донецьк називали «містом мільйона троянд». Цей статус місто повернуло в 2009 —2010. У квітні 1978 населення Донецька становило понад мільйон мешканців, проте до 2010, внаслідок демографічної кризи, дещо зменшилось.

### Незалежна Україна

#### Кінець XX— початок XXI століття
З 1991 — у складі незалежної України. Після кризових для пострадянських країн 1990-х років, місто починає стрімкий розвиток. У 2001 році в Донецьку закладається Парк кованих фігур. У 2006 році проходить масштабна реконструкція Парку Щербакова. Того ж року починається будівництво одного з найбільших футбольних стадіонів Європи — «Донбас Арени», де після закінчення будівництва у 2009 році почав проводити свої матчі ФК «Шахтар». У 2012 році місто приймає Чемпіонат Європи з футболу.
У 2008 Донецьк отримав диплом «Найкраще місто СНД» на міжнародному форумі «Мегаполіс — 21 століття» у Москві. У 2012 році журнал «Forbes» визнав Донецьк найкращим містом для ведення бізнесу в Україні. Донецьк стає одним з головних ділових центрів світу, через зосередженість тут провідних українських компаній.
У кінці 2013 року та на початку 2014, під час Революції Гідності, 21 листопада, разом з іншими провідними містами України, мешканці Донецька вийшли на безстрокові мітинги в підтримку Євромайдану.

#### Російсько-українська війна
У березні 2014 року стає одним з епіцентрів проросійських виступів, які часто переростали в криваві сутички з проукраїнськими мітингами в яких, зокрема, загинув активіст Дмитро Чернявський. Протягом квітня — жовтня 2014 попри активний спротив більшості населення опиняється під контролем російських військових та незаконного терористичного утворення так званої «Донецької народної республіки». На території Донбасу починаються бойові дії, зокрема поблизу Донецька. Так, 26 травня починаються бої за Донецький аеропорт, який українські воїни утримували протягом 242 днів, внаслідок чого отримали прізвище «кіборги».
2014 року у Донецьку до стовпа було прив'язано проукраїнську активістку Ірину Довгань, над якою кілька годин знущалися місцеві сепаратисти. Схожий випадок був 7 жовтня 2014 року у місті Зугрес, що знайшло відображення у фільмі Донбас.
14 листопада Донецьк було внесено до переліку населених пунктів на Сході України, на яких тимчасово не діє українська влада. Адміністративний центр Донецької області тимчасово переноситься спочатку до Маріуполя, а згодом до Краматорська. У 2019 році окупанти починають незаконну видачу російських паспортів на території міста.
З 17 липня 2020 року внаслідок адміністративно-територіальної реформи є адміністративним центром Донецького району Донецької області.
До 24 лютого 2022 року і початку повномасштабного вторгнення Росії на територію України, Донецьк підійшов в триваючій з 2014 року окупації російськими військами, економічним та демографічним занепадом. Готуючись до поновлення активної фази бойових дій, в середині лютого російські війська влаштовують провокації, під приводом яких оголошують у Донецьку та окупованій частині області незаконну примусову «мобілізацію» до лав діючих в регіоні незаконних терористичних збройних формувань. Намагаючись цього уникнути, значна частина цивільного населення намагається переховуватися від відправки на лінію фронту. Після початку повномасштабного вторгнення Збройні сили України почали наносити ураження складам боєприпасів та іншим військових об'єктам російської армії на території Донецьку.

## Географія

### Загальна характеристика
Географічні координати Донецька: 48°00' пн.ш. 37°48' сх.д.. Часовий пояс — UTC+2, з переходом на літній час UTC+3. Загальна площа Донецька — 385 км². Довжина міста Донецька з півночі на південь — 28 км, зі сходу на захід — 55 км.
Місто розташоване в центральній частині Донбасу, на південь від Донецького кряжу. Географічно належить до степової зони, у верхів'ях річки Кальміус оточений невеликими лісами, пагорбами, річками та озерами.
За 115 км на південь від Донецька розташоване Азовське море. Найбільші водосховища — Кальміуське водосховище (62+38 га, на річці Кальміус) і Донецьке море (206 га), найбільша річка — Кальміус, протікає центром міста, серед малих річок — Асмолівка (13 км); Черепашкина (23 км); Бахмутка (Скоморошина); Осикова; Піщана; Казенна; Богодухівка.
На території міста Донецька розміщені 125 шахтних териконів.

### Клімат
Клімат Донецька помірно континентальний. Ізотерма січня −5 °C та липня +22 °C. Взимку переважають північно-східні та східні вітри, влітку — північно-західні та західні вітри. Швидкість вітру сягає 20-30 м/сек. Опадів випадає до 556 мм на рік.
Тепла погода встановлюється у кінці квітня, тримається приблизно 160—170 днів. Літо в Донецьку характеризується високою температурою повітря, посухою та різкими вітрами. Перші холодні дні бувають у жовтні, листопад із заморозками та снігом. Взимку панує Азійський антициклон. Клімат нестабільний, оскільки рівнинна місцевість дозволяє вільно рухатись атлантичним, арктичним та континентальним повітряним масам, морози часто змінюються потеплінням. Середня температура повітря взимку: мінус 3-6 °С.
Місто знаходиться у зоні, котра характеризується вологим континентальним кліматом з теплим літом. Найтепліший місяць — липень із середньою температурою 21.6 °C (70.9 °F). Найхолодніший місяць — січень, із середньою температурою -4.1 °C (24.6 °F).
| Клімат Донецька         | Клімат Донецька | Клімат Донецька | Клімат Донецька | Клімат Донецька | Клімат Донецька | Клімат Донецька | Клімат Донецька | Клімат Донецька | Клімат Донецька | Клімат Донецька | Клімат Донецька | Клімат Донецька | Клімат Донецька |
| Показник                | Січ.            | Лют.            | Бер.            | Квіт.           | Трав.           | Черв.           | Лип.            | Серп.           | Вер.            | Жовт.           | Лист.           | Груд.           | Рік             |
| Абсолютний максимум, °C | 12,2            | 16              | 21,3            | 31              | 34,6            | 38              | 37,8            | 39,1            | 33,9            | 32,7            | 20,5            | 15              | 39,1            |
| Середній максимум, °C   | −1,3            | −0,9            | 5,3             | 14,5            | 20,9            | 24,8            | 27,3            | 26,8            | 20,7            | 13,1            | 4,7             | −0,3            | 13              |
| Середня температура, °C | −4,1            | −4,1            | 1,3             | 9,4             | 15,4            | 19,3            | 21,6            | 20,8            | 15,1            | 8,5             | 1,6             | −2,9            | 8,5             |
| Середній мінімум, °C    | −6,7            | −7              | −2,1            | 4,6             | 10              | 13,8            | 15,9            | 15              | 10              | 4,5             | −1,1            | −5,4            | 4,3             |
| Абсолютний мінімум, °C  | −32,2           | −31,1           | −21             | −10,6           | −2,4            | 2,1             | 6               | 2,2             | −6              | −10             | −22,2           | −28,5           | −32,2           |
| Норма опадів, мм        | 37              | 32              | 34              | 38              | 46              | 65              | 51              | 37              | 36              | 37              | 38              | 41              | 492             |
| Днів з опадами          | 20              | 16              | 15              | 13              | 13              | 11              | 11              | 7               | 9               | 10              | 17              | 20              | 162             |
| Днів з дощем            | 11              | 8               | 10              | 13              | 13              | 14              | 11              | 8               | 11              | 11              | 13              | 11              | 134             |
| Днів зі снігом          | 17              | 17              | 10              | 2               | 0               | 0               | 0               | 0               | 0               | 2               | 8               | 16              | 72              |
| Вологість повітря, %    | 87              | 84              | 77              | 66              | 62              | 62              | 64              | 60              | 67              | 76              | 86              | 88              | 73              |
| ----------------------- | --------------- | --------------- | --------------- | --------------- | --------------- | --------------- | --------------- | --------------- | --------------- | --------------- | --------------- | --------------- | --------------- |
| Джерело: Weatherbase    |                 |                 |                 |                 |                 |                 |                 |                 |                 |                 |                 |                 |                 |

## Територіально-адміністративний устрій
| Будьонівський Ворошиловський Калінінський Київський Кіровський | Куйбишевський Ленінський Петровський Пролетарський |

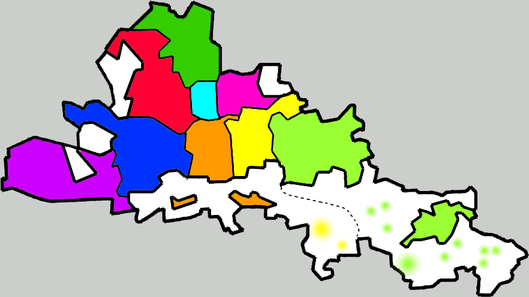
Мапа районів Донецька:

Разом з найближчими містами Донецьк входить до складу Донецької агломерації. До складу сучасного міста Донецька входять населені пункти Бирюки, Горбачево-Михайлівка, Ларине та Моспине. Решта колишніх передмість, такі як Вєтка, Гладківка тощо, давно стали територією міста, однак зберігають свої історичні назви як його мікрорайони.
 Дивитися Мікрорайони Донецька

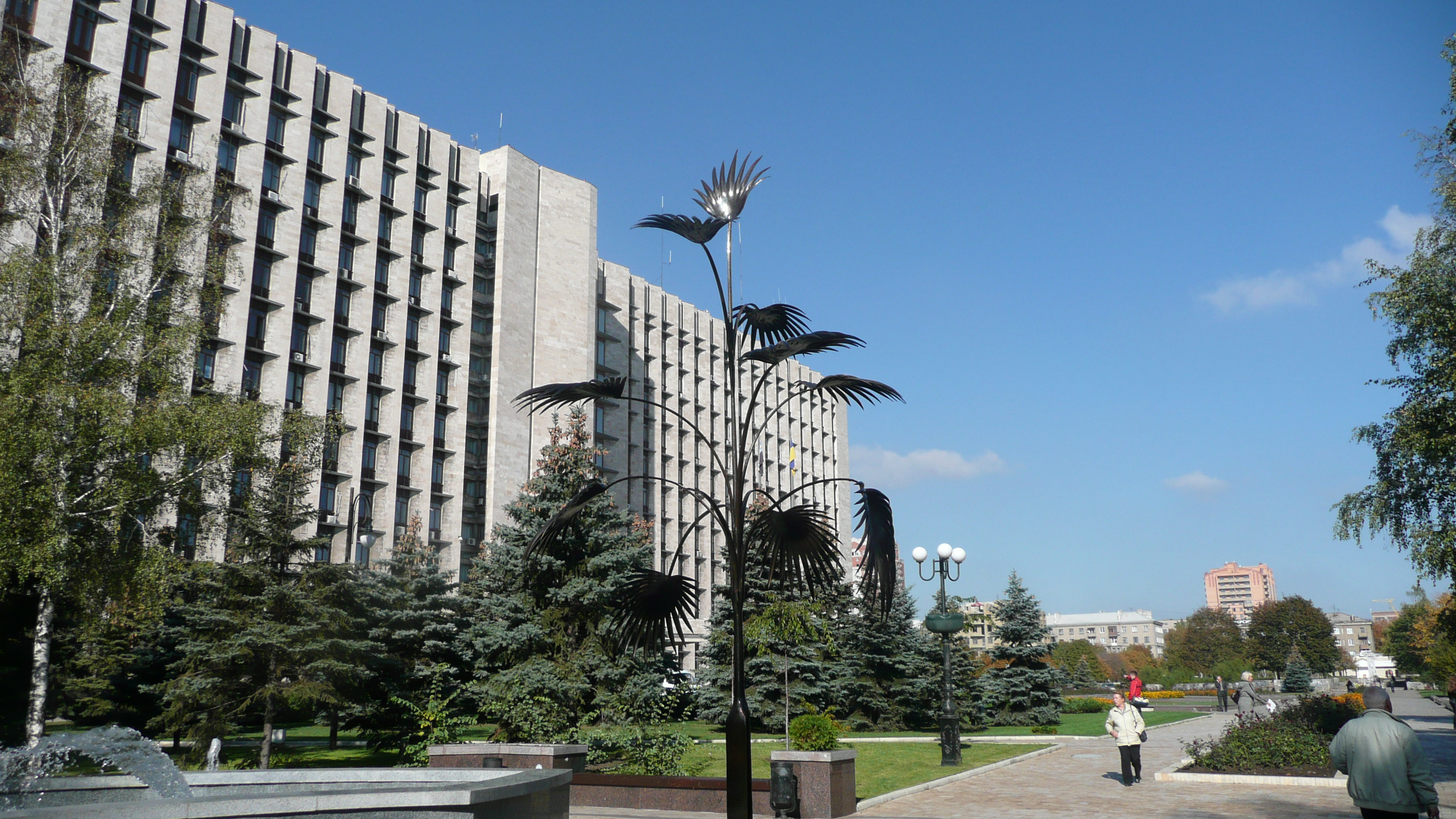
Донецька обласна державна адміністрація та одна з копій Пальми Мерцалова у Ворошиловському районі Донецька

Донецька міська рада поділена на 9 адміністративних одиниць — районів
| Назва                | Рік заснування | Площа, км² | Чисельність населення, 2008 | Селища та Мікрорайони |
| -------------------- | -------------- | ---------- | --------------------------- | --- |
| Будьонівський район  | 1980           | 81,97      | 89 618                      | Євдокіївка, Мушкетове, Вертикальне, Богодухівка, Заперевальне, Триналівка, Прохорівка, Олексіївка, Ампілогове, Червоне містечко, Донська сторона, Енергетик, Квітковий, Донський. |
| Ворошиловський район | 1973           | 9,8        | 91 970                      | Центр міста, Юзівка (старе місто), Соціальне містечко, Студентське містечко, Семенівка.                                                                                           |
| Калінінський район   | 1926           | 25,9       | 108 016                     | Калинівка (Риківка), Ігнатівка, Черемушки, Шахтобудівник, Покровський. |
| Київський район      | 1967           | 37,87      | 139 222                     | Вєтка, Гладківка, ім. Горького, Бутівка, Олександрівка, Привокзальний. |
| Кіровський район     | 1937           | 67,1       | 162 150                     | Рутченкове, Лідіївка, Селище 17-17-біс, Селище Перемога, ім. Абакумова, ім. Бірюзова, Текстильник, Семашко, Мирний, Сонячний, Широкий.                                            |
| Куйбишевський район  | 1926           | 52,9       | 110 221                     | Смолянка, Грабарі, Площадка (Адмінселище), Магістральний, Азотний, Жовтневий. |
| Ленінський район     | 1926           | 85,8       | 100 330                     | Південні схили, Красний Пахар, Боссе, Блакитний, Зоряний. |
| Петровський район    | 1932           | 62,4       | 80 849                      | Мандрикіне, Петрівка, Трудовські, Тихий. |
| Пролетарський район  | 1958           | 146,9      | 98 486                      | Чулківка, Чумакове, Східний, Об'єднаний. |

## Населення
Донецьк входив у п'ятірку найбільших міст України. В 1978—2004 роках чисельність населення Донецька становила більш 1 мільйона мешканців. За даними всеукраїнського перепису 2001 року у міській раді мешкало 1 033 424 осіб, в тому числі населення власне міста Донецька — 1 016 194 осіб.
У 2001—2004 роках населення зменшувалось приблизно на 5 тис. осіб на рік, в 2004—2009 — на 3,5 тис. осіб на рік. За неофіційними даними кількість людей у Донецьку становило приблизно 800 тисяч осіб (19.12.2014).
Національний склад населення Донецька за переписом населення 2001:
| № | Національність | Кількість | (%)    |
| - | -------------- | --------- | ------ |
| 1 | Росіяни        | 493392    | 48,15  |
| 2 | Українці       | 478041    | 46,65  |
| 3 | Білоруси       | 11769     | 1,15   |
| 4 | Греки          | 10180     | 0,99   |
| 5 | Євреї          | 5087      | 0,50   |
| 6 | Татари         | 4987      | 0,49   |
| 7 | Вірмени        | 4050      | 0,40   |
| 8 | Азербайджанці  | 2098      | 0,20   |
| 9 | Грузини        | 2073      | 0,20   |
|   | Інші           | 13001     | 1,27   |
|   | Загалом        | 1024678   | 100,00 |

|          | 1926   | 1939   | 1959   | 1989   | 2001   |
| українці | 26,2 % | 41,2 % | 40,7 % | 41,0 % | 46,7 % |
| росіяни  | 56,6 % | 47,2 % | 50,6 % | 52,0 % | 48,2 % |
| євреї    | 10,8 % | 5,4 %  | 3,1 %  | 1,6 %  | 0,5 %  |

### Мовний склад
Рідна мова населення за даними перепису 2001 року:
| Мова       | Чисельність, осіб | Відсоток,% |
| ---------- | ----------------- | ---------- |
| Українська | 112 229           | 11,14 %    |
| Російська  | 884 798           | 87,83 %    |
| Інше       | 10 413            | 1,03 %     |
| Разом      | 1 007 440         | 100,00 %   |

|           |  |            |  |
| Російська |  | Українська |  |

Після захоплення Донецька у 2014 році підконтрольною Росії «ДНР» місто піддається русифікації.

## Економіка

### Промисловість

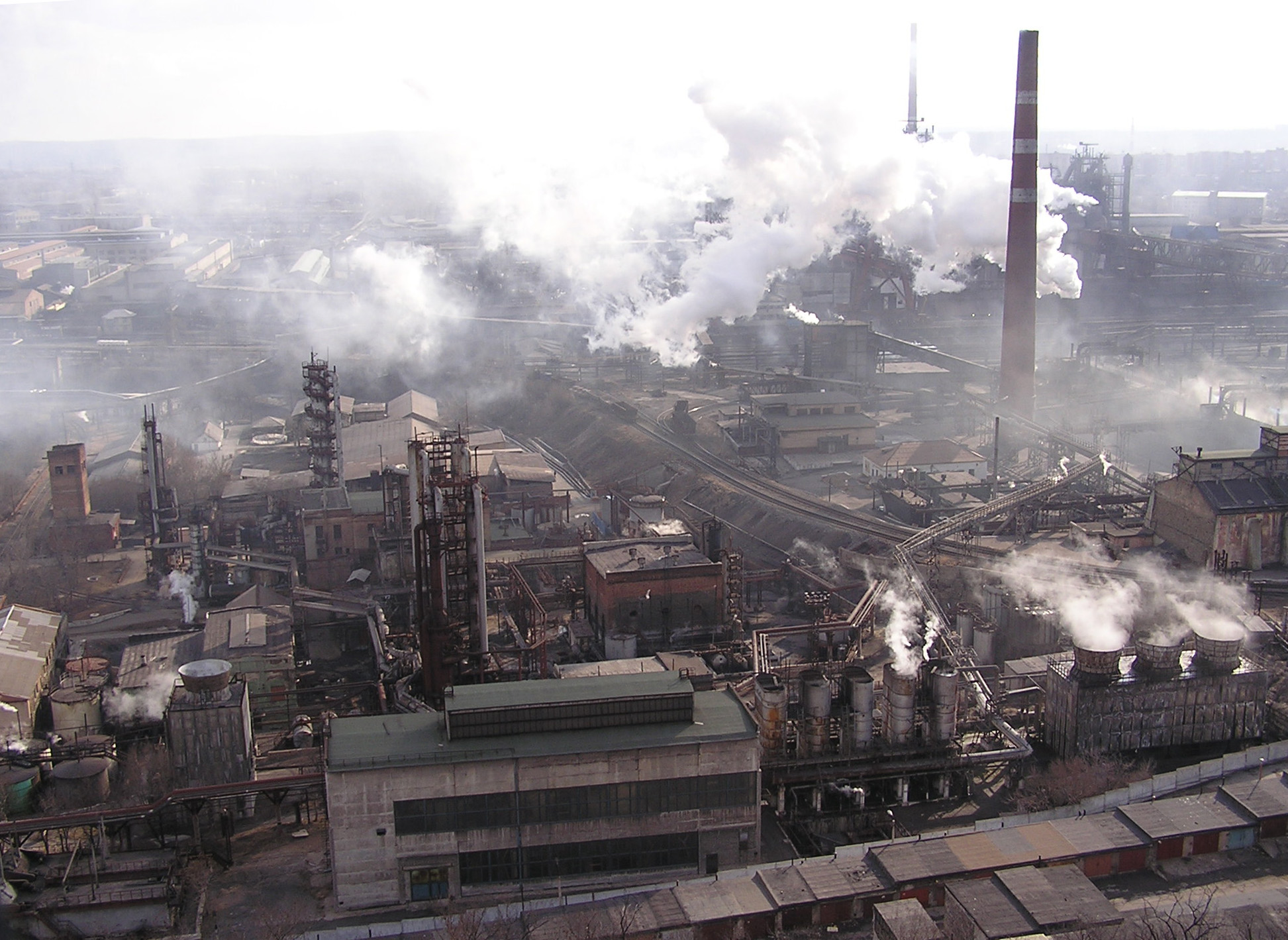
Донецький металургійний завод, заснований Джоном Юзом у 1872 році.

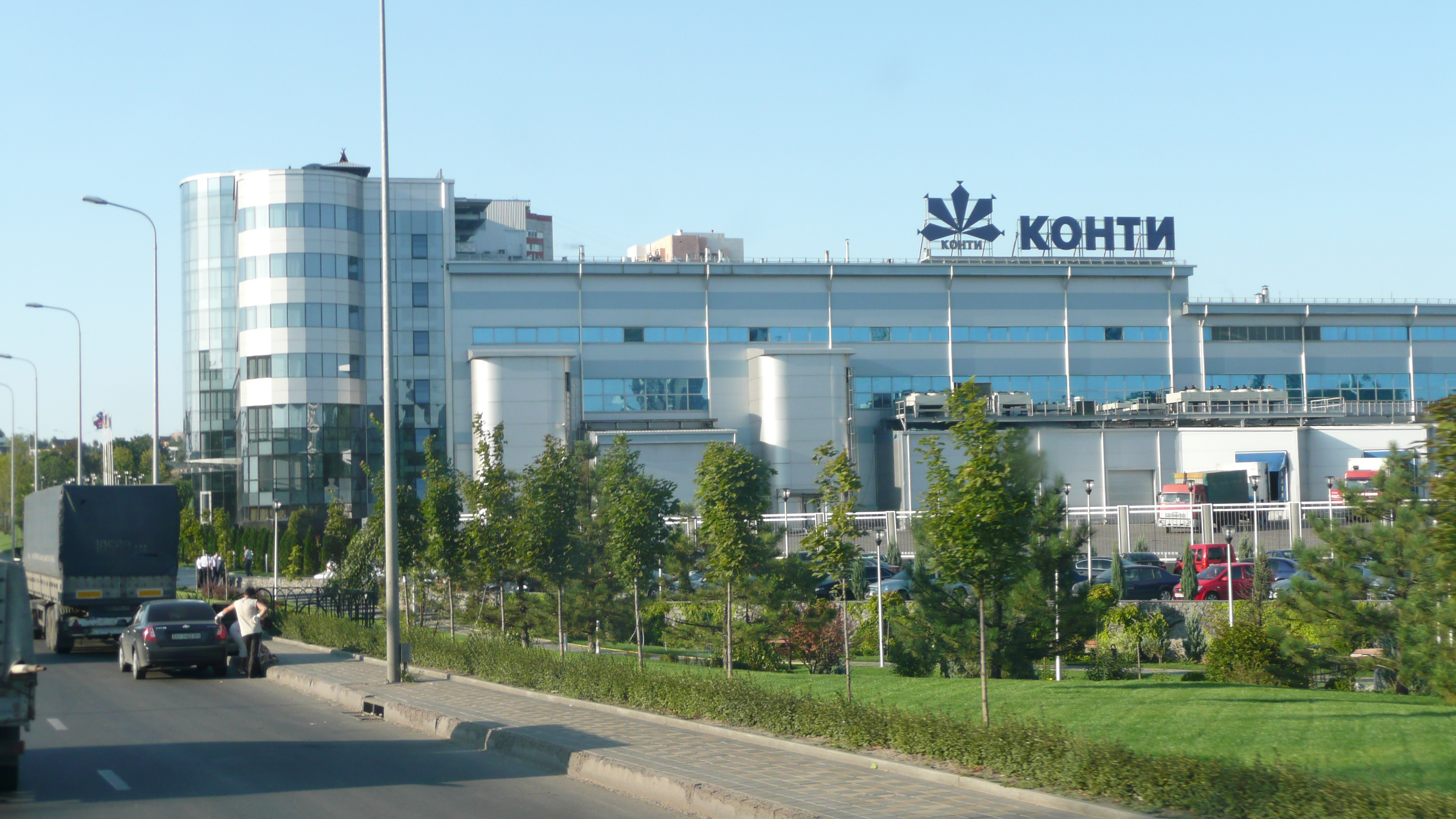
Кондитерська фабрика «Конті»

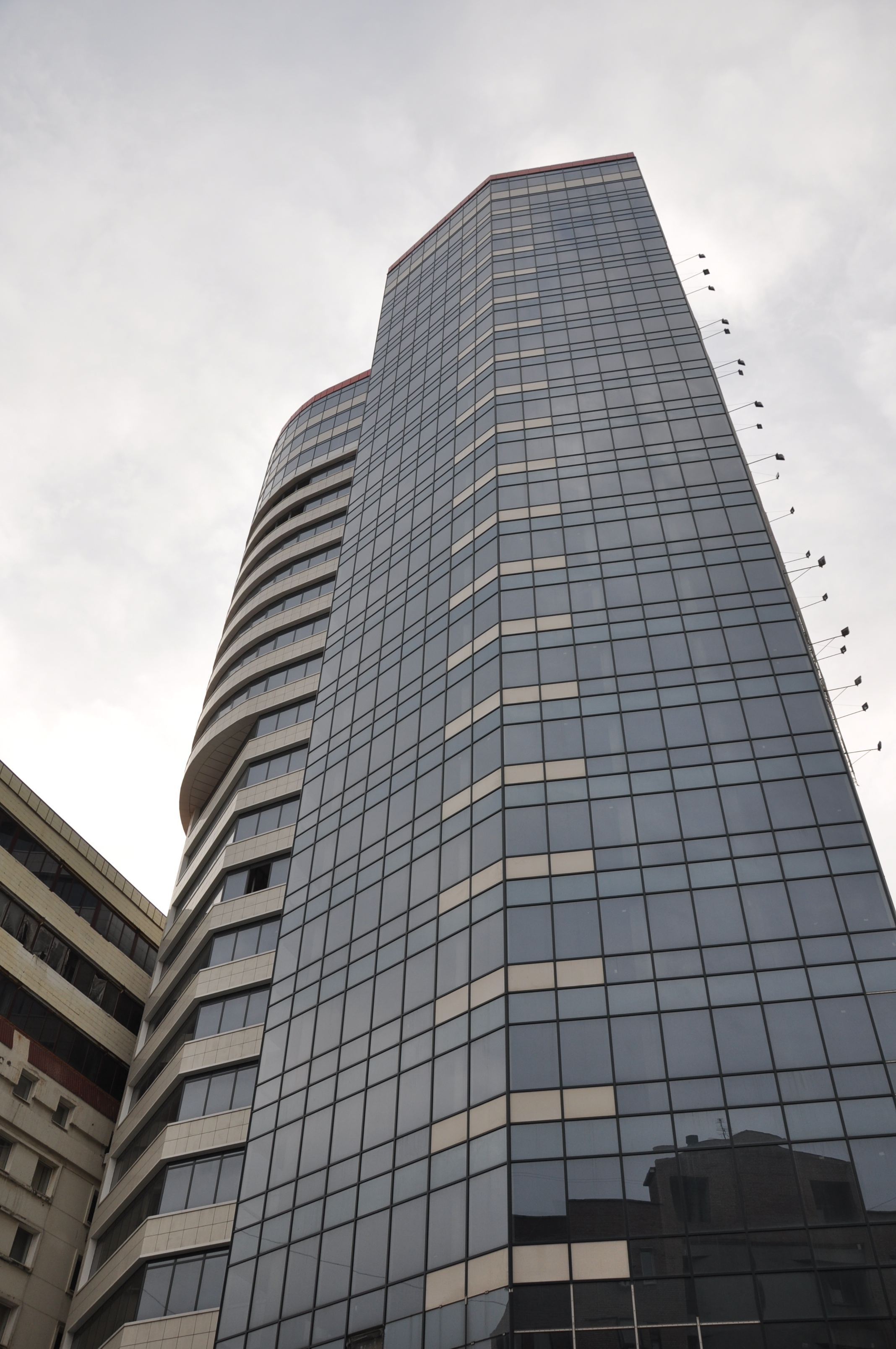
зверхуправоруч

Донецьк посідав друге місце в області за обсягом промислового виробництва (після міста Маріуполя) і перше місце за темпами росту.
На промислових підприємствах міста було зайнято понад 119 тисяч людей. Рівень безробіття в Донецьку — 0,7 %.
Загальний обсяг реалізованої промислової продукції у 2011 році — 50,0 млрд грн, загальний обсяг реалізованих послуг — 10,5 млрд грн (зростання на 15 відсотків, відносно 2010 року).
Характерною рисою господарчого комплексу Донецька була багатогалузева спеціалізація промисловості, поєднана з розвинутим транспортним та фінансовим господарством міста. У промисловості представлені майже всі галузі, проте, у структурі промислової продукції найбільшу вагу мають підприємства з виробництва та розподілу електроенергії, газу та води (31,9 %), металургії (23,1 %), харчової промисловості (16,2 %), вугільної промисловості (10,5 %) та машинобудування (8,7 %).
Серед провідних підприємств важкої індустрії міста Донецький металургійний завод (близько 9 % виробництва сталі в Україні), завод «Топаз» (розробник СРТР «Кольчуга»), Донецьккокс, фінансово-промислові корпорації Донбаська паливно-енергетична компанія, Індустріальний союз Донбасу, Альтком (найбільший та найсучасніший в Україні технологічний парк спецтехніки), System Capital Management (найбільша компанія України), «DMS». Найбільші вуглевидобувні підприємства — шахта імені О. Ф. Засядька і шахта імені О. О. Скочинського. Також, Донецьк є центром хімічної промисловості — у місті розміщені великі хімічні підприємства — «Донецький завод хімічних реактивів», «Донпластавтомат». Підприємства харчової промисловості: пивоварний завод «Сармат», кондитерські концерни АВК і «Конті», завод «Геркулес» широко відомі в Україні. Серед підприємств сфери інформаційних технологій вирізняються компанія АМІ та XITEX Software. Концерн «Nord» — відомий виробник холодильників та газових плит, близько 40 відсотків продукції якого експортувалося в Європу.

### Зовнішньоекономічна діяльність та Інвестиції
До 2014 року в Донецьку проводився Міжнародний Інвестиційний Саміт — найбільший для України бізнес-форум.
Донецьк входив у число головних ділових центрів світу. В Донецьку були зосереджені головні офіси найбільших компаній України, — фінансово-промислові групи System Capital Management, ДТЕК, Метінвест Холдинг, Індустріальний Союз Донбасу, Укрінвест, HarvEast Holding, UMG, але останнім часом Донецьк перестав бути «діловою столицею України».
2012 року авторитетне видання «Forbes» визнало Донецьк найкращим містом України для ведення бізнесу за такими показниками як купівельна спроможність громадян, інвестиційний клімат, економічна стійкість, інфраструктура та комфорт.

### Готельний бізнес

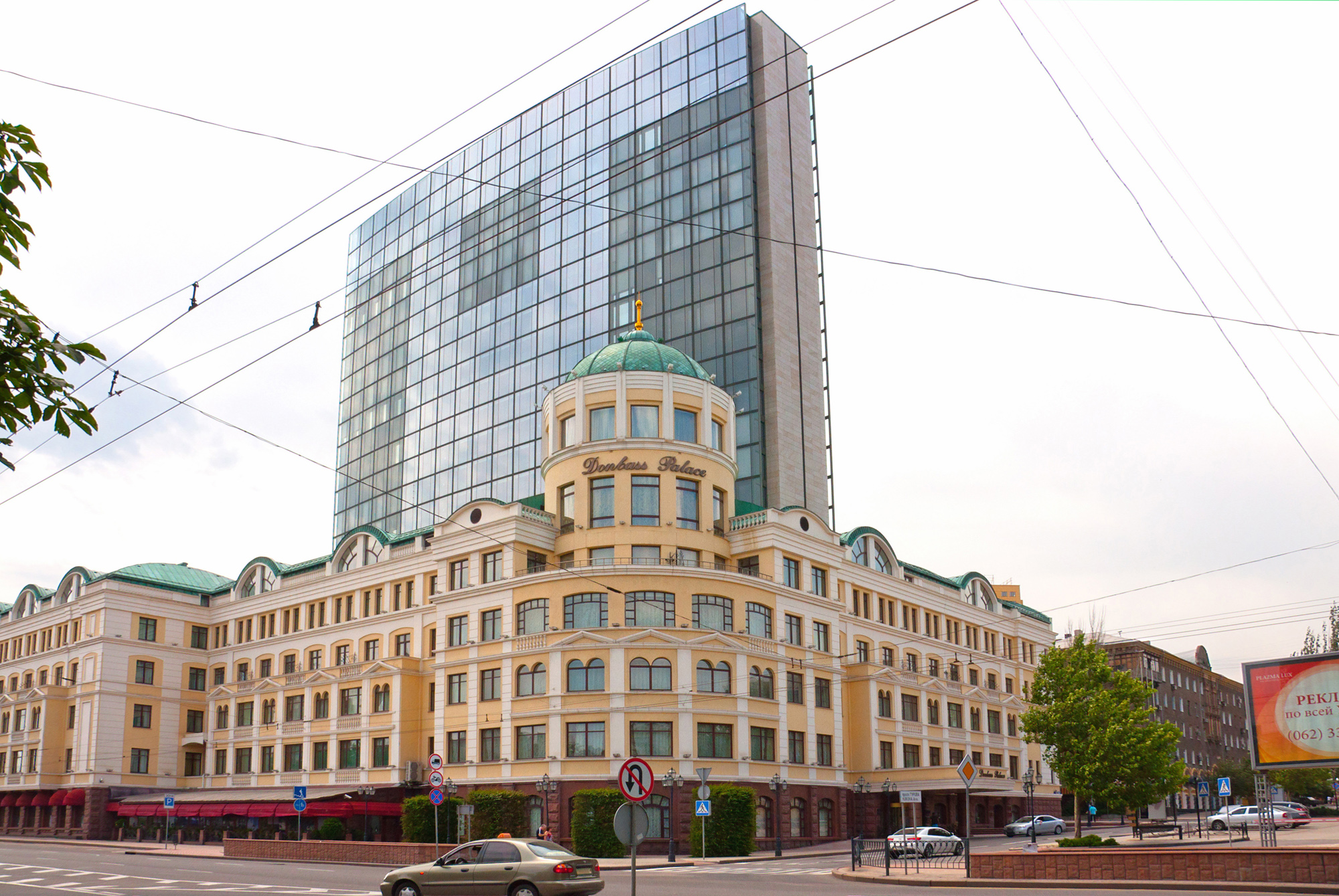
5* готель Донбас Палас

У 19 столітті Юзівка мала у своєму розпорядженні три готелі: «Велика Британія», «Дон» і «Гранд-готель». На початок 21 століття в місті діють понад 40 готелів, серед них 5 п'ятизіркових. У ході підготовки до проведення «Євро-2012» було побудовано кілька великих готелів: 23-поверховий корпус готелю «Вікторія» — 5 зірок, 24-поверховий готель «Пушкінський», готель «Флора», розширено готель «Централь», здійснено реконструкцію готелю «Шахтар» тощо.
5-зірковий готель «Донбас Палас» входить у топ-100 готелів за версією World Travel Awards, неодноразово визнаний найкращим готелем України. Входить у міжнародну асоціацію «Great Hotels of the World».
Готелі Донецька зосереджені переважно у Ворошиловському (центральному), Київському та Калінінському районах міста:
| - «Аврора» - готельний комплекс «Вікторія» - «Велика Британія» - «Донбас Палас» - «Джон Юз» - «Єва» - «Європа» - «Іспанський дворик» | - «Парк Інн» (колишній «Київ») - «Легіон» - «Ліверпуль» - «Люкс» - «Олімп» - «Політ» - «Прага» - «Ріальто» | - «Ramada Donetsk» (колишній «Атлас») - «Столичний» - «Україна» - «Централь» - «Цирк» - «Шахтар Плаза» - «Роялті» |

### Транспорт

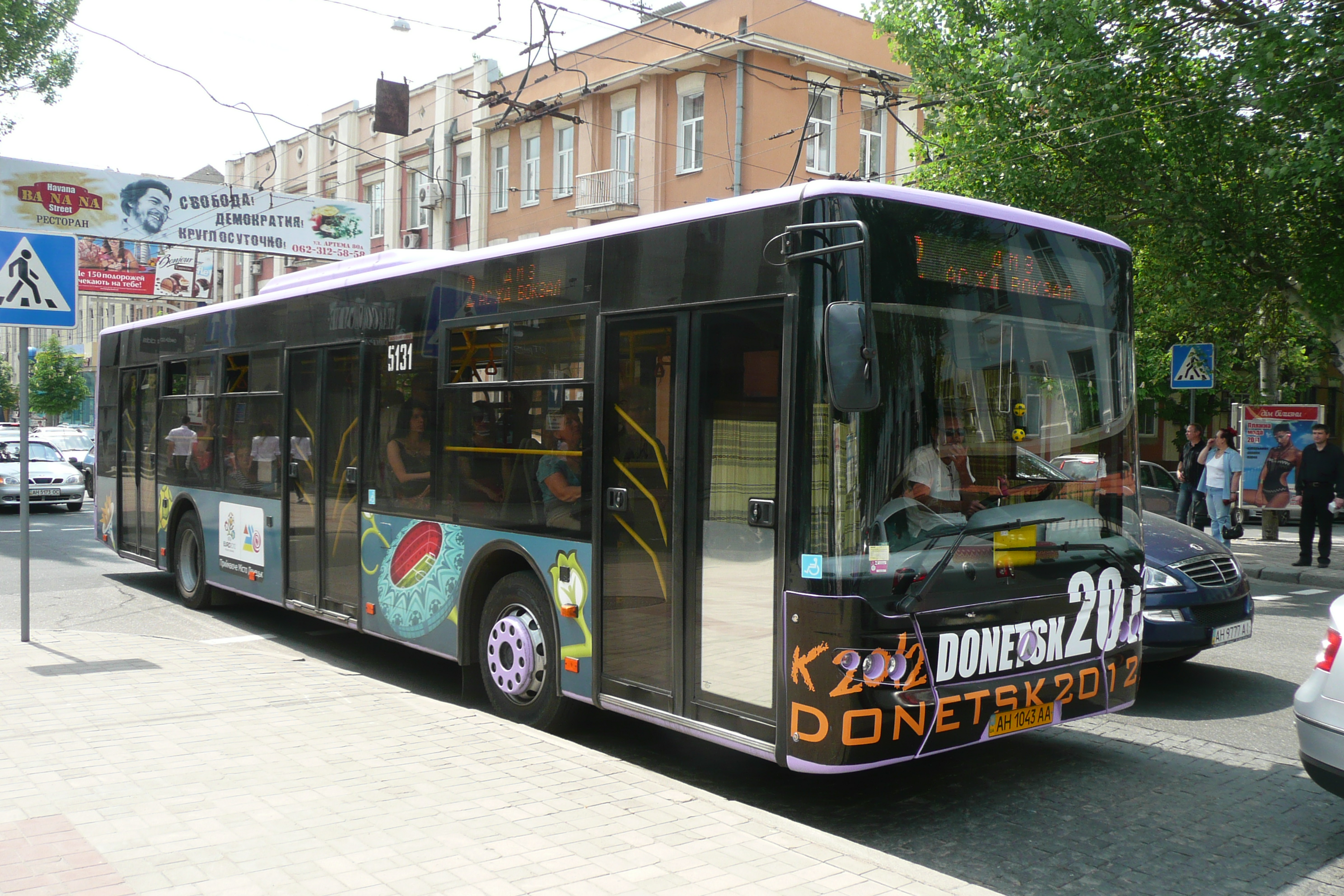
Донецький автобус

Новий транзитний вокзал

#### Загальна характеристика
У Донецьку діяв сучасний Міжнародний аеропорт «Донецьк» імені Сергія Прокоф'єва (зруйнований в ході бойових дій у 2014—2015 роках) із пасажиропотоком 1 млн осіб (дані за 2012 рік).
Третій за пасажиропотоком аеропорт України (після «Борисполя» та «Сімферополя», 7 відсотків загальноукраїнського обороту авіатранспорту). Аеропорт слугував портом приписки авіаперевізника ДонбасАеро, який базувався в Донецьку і виконував рейси переважно в Західну та Східну Європу, на Близький Схід, у тому числі з аеропортів українських міст Дніпро, Київ, Одеса, Сімферополь, Харків та Чернівці. На початку 2012 року, у межах підготовки до Євро-2012, компанією Альтком завершено спорудження нового термінала аеропорту із пропускною здатністю 3,5 тис. на годину. Загальна вартість проєкту реконструкції та технологічного переобладнання аеровокзалу склала близько 3 млрд грн.
Довжина залізничних шляхів Донецької залізниці становить 13 % загальної довжини залізничної мережі України. У той самий час на її частку припадає 47 % навантаження і 36 % вивантаження від усіх залізниць України. Залізниця розміщена на площі 57 000 км², вона пролягає територією Донецької і Луганської, частково Дніпропетровської, Запорізької і Харківської областей України. До складу магістралі входять дві дирекції залізничних перевезень та два райони управління. Експлуатаційна довжина залізниці — 2927,6 км. Щорічно нею перевозиться понад 75 млн пасажирів. Вантажні перевезення складають близько 18 % всіх перевезень в Україні (33,4 млрд тонно-км).
Автобусним сполученням Донецьк був пов'язаний з усіма населеними пунктами Донецької області, найбільшими центрами України та закордоння. Більшість регіональних рейсів у південному напрямку обслуговував автовокзал «Південний», регіональні рейси північного напрямку та міжнародні рейси в 2000-х роках обслуговував автовокзал «Путилівський», який також називався «Донецьк-3». Перша черга нового автовокзалу «Західний» наприкінці квітня 2011 року замінила автовокзал «Путилівський». Будівництво другої черги автовокзалу вже розпочалося, його планують завершити до 2012 року.

#### Міський транспорт
У Донецьку широко розвинена мережа міського автомобільного транспорту та електротранспорту. Для забезпечення належного перевезення пасажирів у місті функціонує 4 автобусні парки, у яких розташовані більше ніж 600 автобусів; 2 тролейбусних і 2 трамвайних депо з парком рухомого складу більше ніж 480 одиниць.
Загальна протяжність у місті автомобільних шляхів — 180 км; тролейбусних колій — 139 км; трамвайних колій — 130 км.

### Водопостачання
Попри побудову окупантами водогону Дон — Донбас на заміну ними ж пошкодженому в місті спостерігаються проблеми з водою.
Станом на 2025 рік вода з кранів у Донецьку тече зелена, із запахом каналізації, і, щоб помитися, у воду необхідно додати спеціальні таблетки, лимонну кислоту та прокип'ятити її.
У липні 2025 року окупанти оголосили, що в окупованих Донецьку, Макіївці, Іловайську та інших захоплених населених пунктах Донеччини воду вмикатимуть раз на два-три дні на кілька годин.

## Наука та освіта

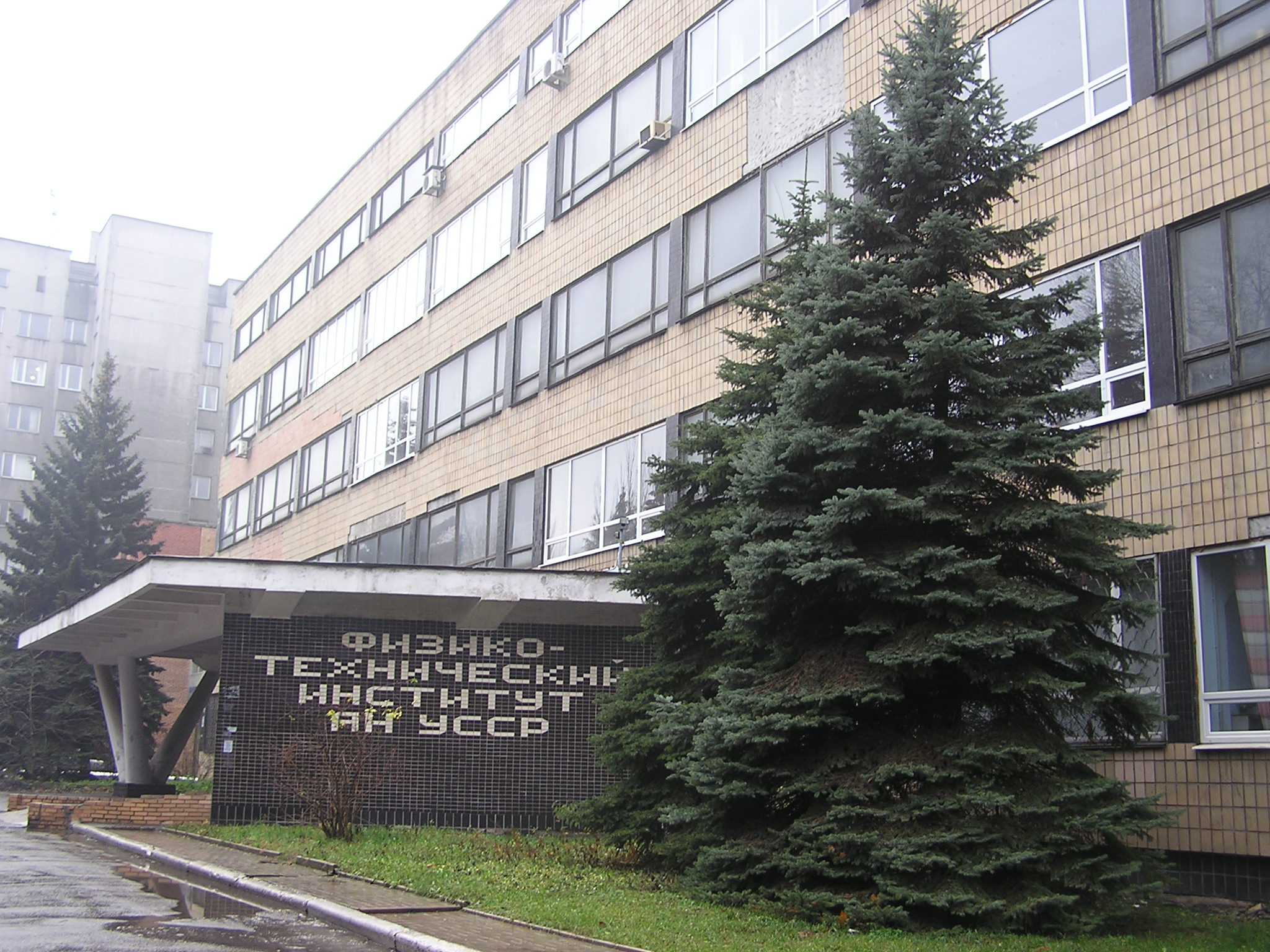
Донецький фізико-технічний інститут імені О. О. Галкіна

### Наука
В Донецьку базувалося керівництво Донецького наукового центру НАН України і МОН України, що складалося з 10 установ НАН України (зокрема Інститут економіки промисловості НАН України, Інститут прикладної математики і механіки НАН України, Інститут фізико-органічної хімії та вуглехімії імені Л. М. Литвиненка НАН України, Фізико-технічний інститут імені О. О. Галкіна), 8 університетів Донеччини та 2 університетів Луганщини.
У місті діяли інші науково-дослідні та проєктні інститути (зокрема Автоматгірмаш, Донецький експертно-технічний центр, Дондіпрошахт, Інститут геолого-екологічних проблем Донбасу, НДІ медико-екологічних проблем Донбасу, НДІ судових експертиз, ДонВУГІ, Дондіпровуглемаш, НДІ проєктних робіт у промисловості вогнетривів, НДІ травматології та ортопедії, Проєктно-конструкторський технологічний інститут, Дондіпрооргшахтобуд, НДІ гірничої механіки імені Федорова, ПівденНДІдіпрогаз. Діє низка приватних (акціонерних) науково-виробничих об'єднань (Донецька інжинірингова група, Гаймек, Донецьквибухпром, Спецшахтобуріння тощо).
Серед відомих наукових товариств у 1997—2014 роках діяло Донецьке відділення Наукового Товариства імені Шевченка, Академія економічних наук України, Донбаський науковий центр Академії гірничих наук України.

### Освіта

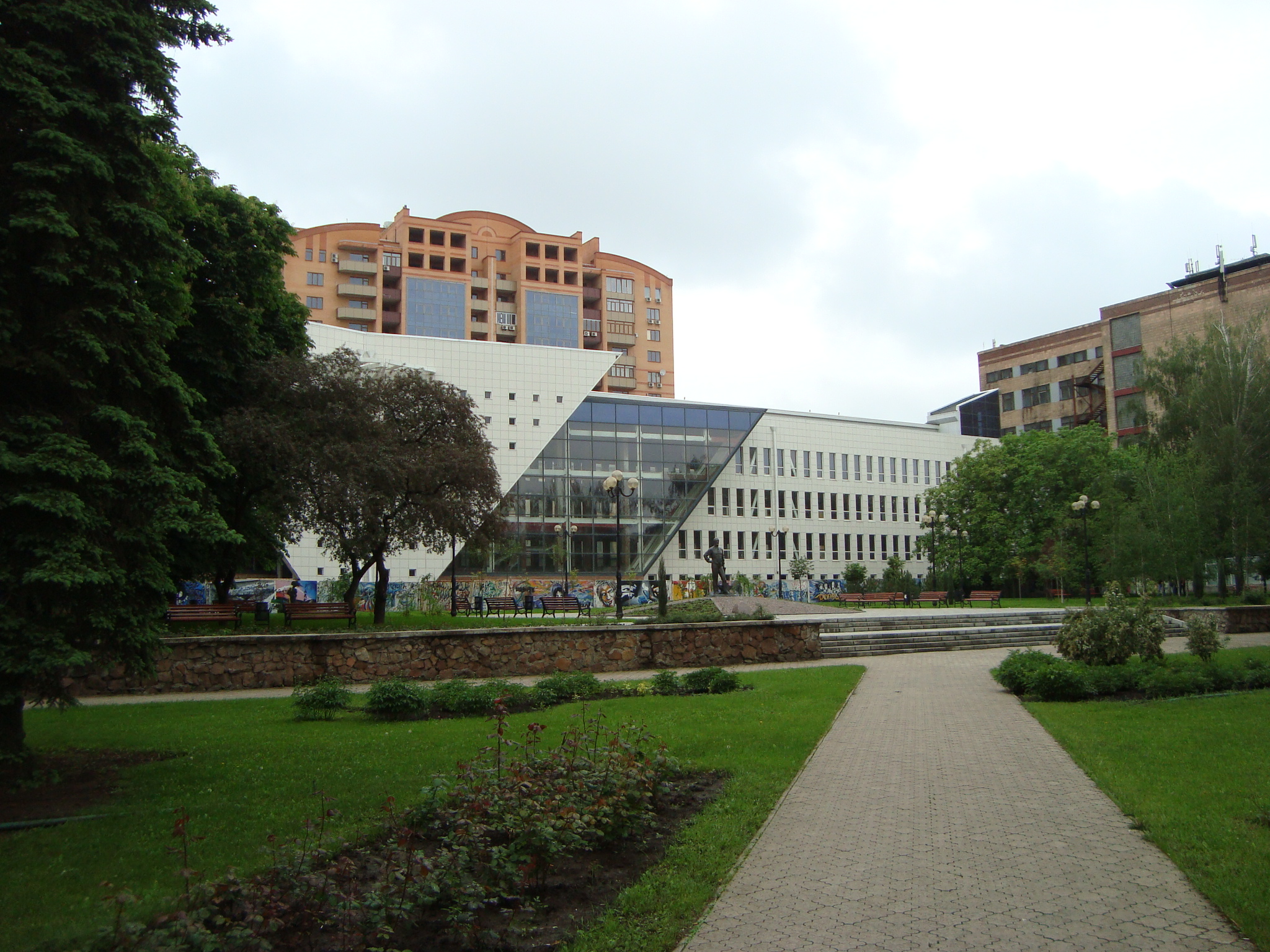
Нова науково-технічна бібліотека, 3-й корпус ДонНТУ та Пам'ятник Джону Юзу

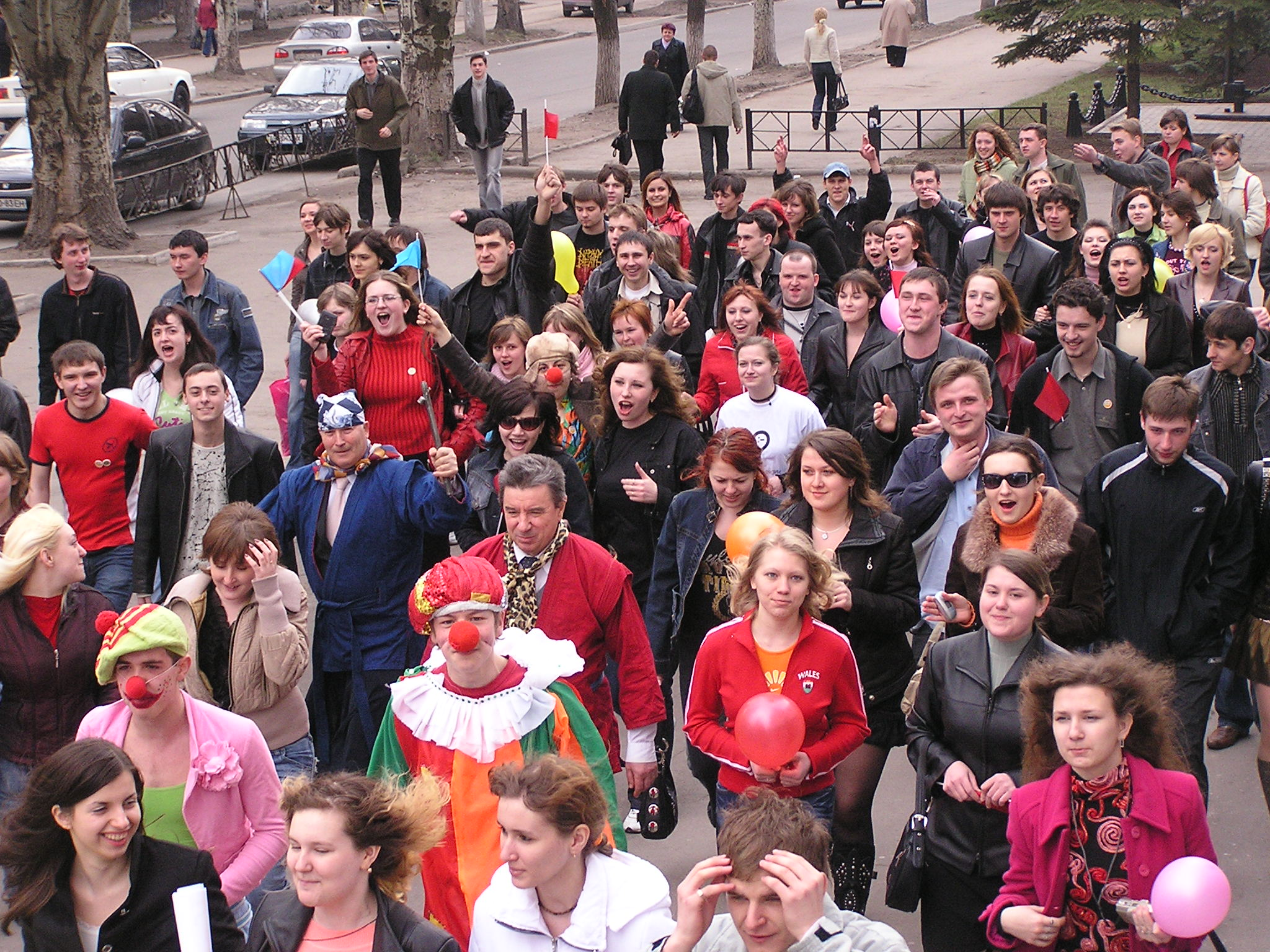
Хода студентів ДонНУ у День фізика, 2007 рік

Станом на 1 вересня 2011 року в Донецьку було 19 вищих навчальних закладів III і IV рівнів акредитації (в області 31). У 2006 році загальна кількість студентів в Донецьку становила 113 тис. осіб, з них на денному відділенні навчалося 63,5 тисяч осіб. Вищих навчальних закладів I та II рівнів акредитації — 20 (в області 82). У них навчалося приблизно 20 тисяч учнів. Провідними навчальними закладами міста були:
- Донецький національний університет,
- Донецький національний технічний університет,
- Донецький медичний університет,
- Донецький університет економіки і торгівлі,
- Донецький державний університет управління

За версією QS World University Ranking Донецький національний університет разом з Київським політехнічним потрапив до рейтингу найкращих ВНЗ планети.
У системі загальної середньої освіти переважна більшість учнів навчалися російською мовою, українською велося навчання лише в 34 школах міста, де навчалися 21 % школярів. Хоча українці в місті становили 47 %, переважна більшість з них спілкувалася у побуті російською мовою.
Мовне питання

Копія листа Донецького Страйкового Комітету шахтарів та Донецького обласного Товариства української мови ім. Т. Г. Шевченка з приводу необхідності відкриття в Донецьку школи з українською мовою викладання та виділення для неї нового приміщення будинку політосвіти Донецького обкому Компартії, 1989 р.

У рамках подій розпаду СРСР і оксамитової революції в Україні 1989—1991 років як культурологічні громадські організації (зокрема Донецьке обласне Товариство української мови імені Т.Г.Шевченка), так і шахтарські страйкоми Донеччини виступали за відновлення україномовних шкіл у Донецьку та на Донеччині (див. оригінал Звернення Донецького страйкому та Донецького Товариства української мови).
За даними Всеукраїнського перепису 2001 року українську мову вважали рідною 24,1 % населення Донецької області, що на 6,5 відсоткових пунктів менше, ніж за даними перепису 1989 року. Російську мову визначили як рідну 74,9 %. Порівняно з минулим переписом населення, цей показник збільшився на 7,2 відсоткового пункта..
У місті Донецьку, де за останнім переписом 2001 року проживало 493 тисячі росіян і 478 тисяч українців (разом 96 % від 1 025 тисяч містян), мову своєї національності визнало рідною 99,3 % росіян і лише 23 % українців, тоді як українську (мову українського громадянства) назвало рідною тільки 0,7 % росіян, а російську — 76,9 % українців.
20 травня 2008 року Донецька міськрада ухвалила рішення обмежити навчання українською мовою в освітянських закладах: заборонено збільшувати кількість україномовних шкіл і класів та дитсадків і дитячих груп. Після несхвальної оцінки уряду донецький мер Олександр Лук'янченко призупинив дію цього рішення.
Після цього, виходячи із побажань батьків та статистичних даних, батькам дітей надано право обирати, якою мовою буде вестись навчання їхніх дітей. Таке рішення підтримали 66 % депутатів від Партії регіонів, 62 % — від БЮТ, 60 % — незалежних депутатів та 33 % — від НУ-НС.

## Медицина
Медична допомога населенню Донецька організована в 52 лікувально-профілактичних установах міського підпорядкування. З них 22 багатопрофільні лікарні, 5 дитячих лікарень, 6 диспансерів (2 дермато-венеричних, протитуберкульозний, онкодиспансер, психоневрологічний, наркологічний), 8 стоматологічних поліклінік, станція швидкої медичної допомоги, центр профілактики, Центр здоров'я, Будинок дитини, 4 дитячі санаторії тощо.
Дев'ять лікувально-профілактичних установ мають статус клінічних, у яких розгорнуті кафедри Донецького медичного університету. Планова потужність поліклінічних відділень міських лікарень становить 137 78 відвідувань за зміну. Ліжковий фонд міських лікарень нараховує 7248 ліжок з 42 профілями. Амбулаторне приймання ведуть лікарі за 70 спеціальностями. У лікувально-профілактичних установах міста працюють 4104 лікарі, 7474 середніх медичних працівники.
Обласні лікарні і центри
- Донецька обласна клінічна лікарня імені М. І. Калініна (ДОКТМО — Донецьке обласне клінічне територіальне медичне об'єднання) (Калінінський район)
- Інститут невідкладної і відновної хірургії імені Г. К. Гусака (ІНВХ), або ОЦКЛ — Обласна центральна клінічна лікарня (Ленінський район)
- Донецький науково-дослідний інститут травматології та ортопедії імені М. Горького (Київський район)
- Донецька обласна дитяча клінічна лікарня (Калінінський район)
- Донецька обласна психоневрологічна лікарня («Перемога») (Куйбишевський район)
- Донецький обласний протипухлинний центр (Будьонівський район)
- Донецька обласна лікарня професійних захворювань (Калінінський район)
- Дорожня клінічна лікарня на станції Донецьк (Київський район).

## Спорт

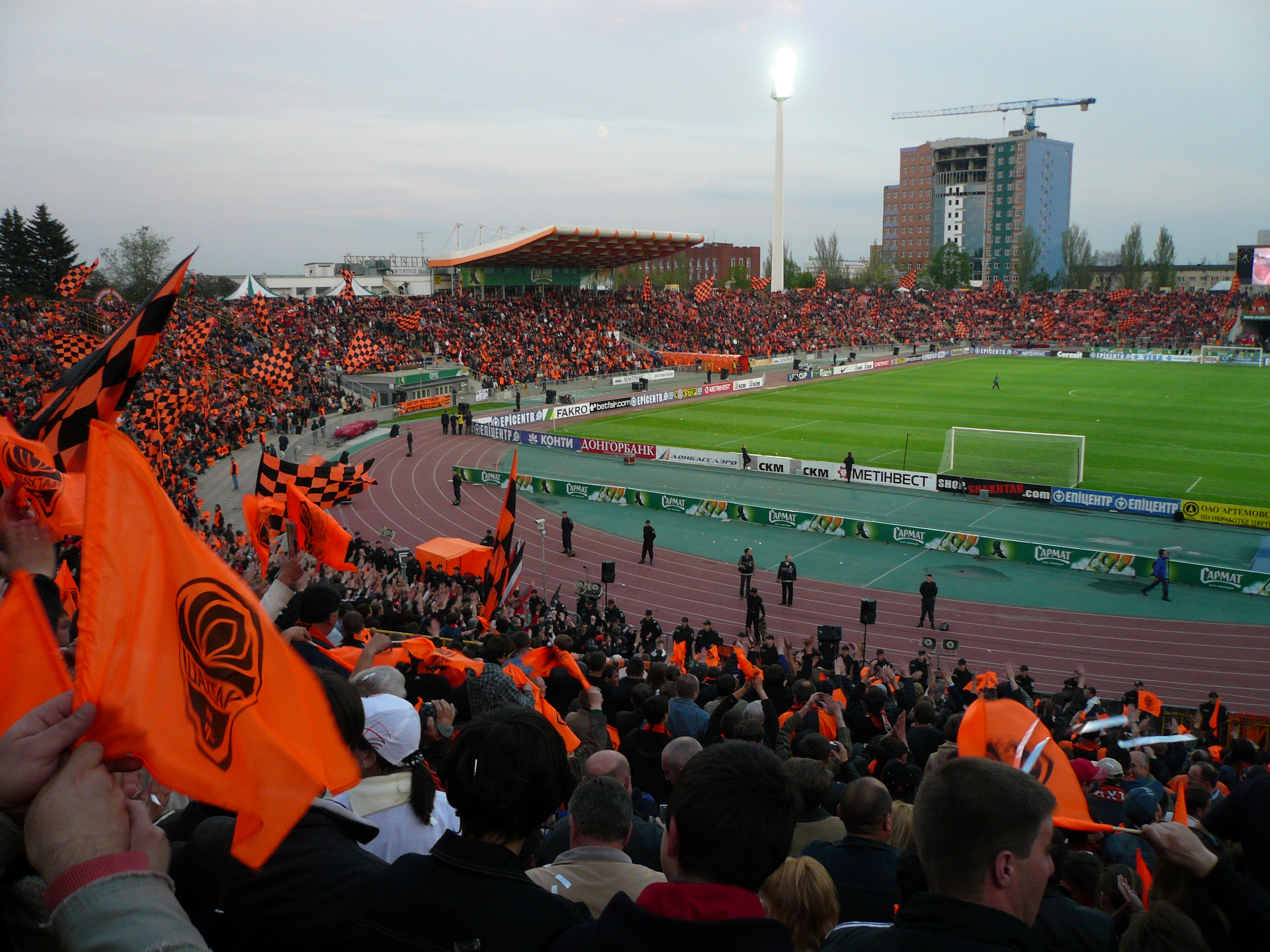
РСК «Олімпійський»

До 2014 року Донецьк був потужним спортивним центром України, мав високорозвинену спортивну інфраструктуру. Свого часу тут проходили чемпіонати СРСР з тенісу, легкої атлетики, боксу. Також в Донецьку проводилися матчеві зустрічі Кубка Девіса, Ліги Чемпіонів УЄФА.
Найпопулярнішим серед донеччан, був футбол. У місті діяло три професійні футбольні команди, які грали у Вищій лізі: «Шахтар», «Металург» та «Олімпік» (тепер команди змушені базуватися і грати в інших містах України). ФК «Шахтар» — володар Кубка УЄФА 2008—2009 року (розіграш якого під цією назвою проводився в останній раз, у фіналі Шахтар здолав бременський «Вердер» з рахунком 2:1), чвертьфіналіст Ліги Чемпіонів УЄФА, неодноразовий чемпіон і володар Кубка України. За версією IFFHS, Шахтар — найкращий футбольний клуб у пострадянському просторі за перше десятиріччя XXI ст. ФК «Металург» — триразовий бронзовий призер Чемпіонату України, неодноразово представляв Україну в Лізі Європи УЄФА. Влітку 2009 року Донецьк і Маріуполь приймали Чемпіонат Європи з футболу серед юнаків. Переможцем стала збірна команда України, яка у фіналі перемогла збірну Англії із рахунком 2:0.
У Донецьку було проведено 5 матчів Чемпіонату Європи з футболу, у тому числі півфінальний матч між Іспанією та Португалією. Під час проведення ЄВРО, у Донецьку базувалися збірні Англії та Франції.

Стадіон «Донбас Арена» було відкрито 2009 року.

29 серпня 2009 відбулося відкриття першого у Східній Європі стадіону, спроєктованого та побудованого згідно з 5-зірковою акредитацією УЄФА — стадіону «Донбас Арена». Стадіон має 55 тисяч місць. За акредитацією УЄФА та ФІФА — споруда відповідала класу «еліт» (тепер 2020-у, стадіон знаходиться в занедбаному стані). Середня відвідуваність була 35 540 глядачів — найвища в Україні.
Окрім «Донбас-Арени» в Донецьку розміщено три стадіони, які приймали матчі високого рівня — РСК «Олімпійський», «Шахтар», «Металург».
Хокейний Клуб Донбас — другий, після «Шахтаря», за популярністю спортивний клуб Донецька. «Донбас» — чемпіон України, володар Континентального Кубка Європи 2013 року. Починаючи з сезону 2012 року грає в Континентальній хокейній лізі — найпрестижнішому турнірі старого світу. У травні 2011 року в Донецьку відбувся Юніорський чемпіонат світу з хокею..
Зараз у Донецьку ведеться будівництво спортивного комплексу «Кальміус-Арена», який стане домашньою ареною для ХК «Донбас» та БК «Донецьк». Саме в Донецьку планувалося проводити фінал Євробаскету-2015.
Баскетбольний клуб «Донецьк» — дворазовий срібний призер Української Суперліги. У новому баскетбольному році БК «Донецьк» буде представлений одночасно в 4 турнірах. В Україні донецькі «Тигри» битимуться в Суперлізі, а також у Кубку України. На європейській арені донецький клуб буде представляти країну в Кубку Європи, а також у Єдиній Лізі ВТБ.
Традиційно розвиненим видом спорту в Донецьку є бокс. Вихованцями донецького боксу є знамениті боксери Віктор Мірошниченко, Олександр Ягубкін, Владислав Засипко. Спортивний Клуб Єлісеєва відомий своїми успішними виступами на міжнародних змаганнях. На базі спортивного клубу тренувався чинний Чемпіон Світу за версією WBA В'ячеслав Сенченко (2012 року він втратив цей титул). Донеччанин Стас Каштанов — станом на 2014 рік, був чинним тимчасовим володарем поясу WBA.
У Донецьку тричі проводилися матчі Кубка Девіса, щорічно проводяться чемпіонати України з тенісу та турнір Donetsk APC Cup. Донецькі тенісистки вигравали Кубок Європи, є лідерами збірної України. У 2003 році був заснований клуб «Viccourt».
Клуб з американського футболу «Скіфи» є одинадцятиразовим чемпіоном України. У Чемпіонаті України з регбі місто представлено клубом «Тигри Донбасу».
У місті відбуваються етапи Кубка Світу з конкуру Донбас-Тур. В місті розташований перший кінно-спортивний комплекс європейського рівня «Donbass Equi-Centre». Восени в Донецьку проходить етап Кубка Європи зі стендової стрільби.
У Донецьку, на рингу «Sportmax», проходять змагання з боїв без правил Ліги змішаних єдиноборств Mix-Fight «M-1 Ukraine». Щорічно проводиться серія турнірів з боїв без правил «Лицарі Донбасу». 24 травня 2008 року в Палаці спорту вперше в Україні відбувся Чемпіонат Європи з карате Кіокушинкай.
2010 року в Донецьку на стадіоні РСК «Олімпійський» з 22 по 25 вересня відбувся XV чемпіонат Європи з легкої атлетики серед поліціянтів. Першість проводилась за правилами Міжнародної федерації легкоатлетичних асоціацій (IAAF) і Європейського спортивного союзу поліцейських (USPE). Чемпіонати Європи з легкої атлетики серед поліцейських проходять один раз на чотири роки.
8-13 липня 2013 року в Донецьку відбувся Чемпіонат світу з легкої атлетики серед юніорів під егідою IAAF. В змаганнях взяли участь представники 170 країн світу.

## Культура

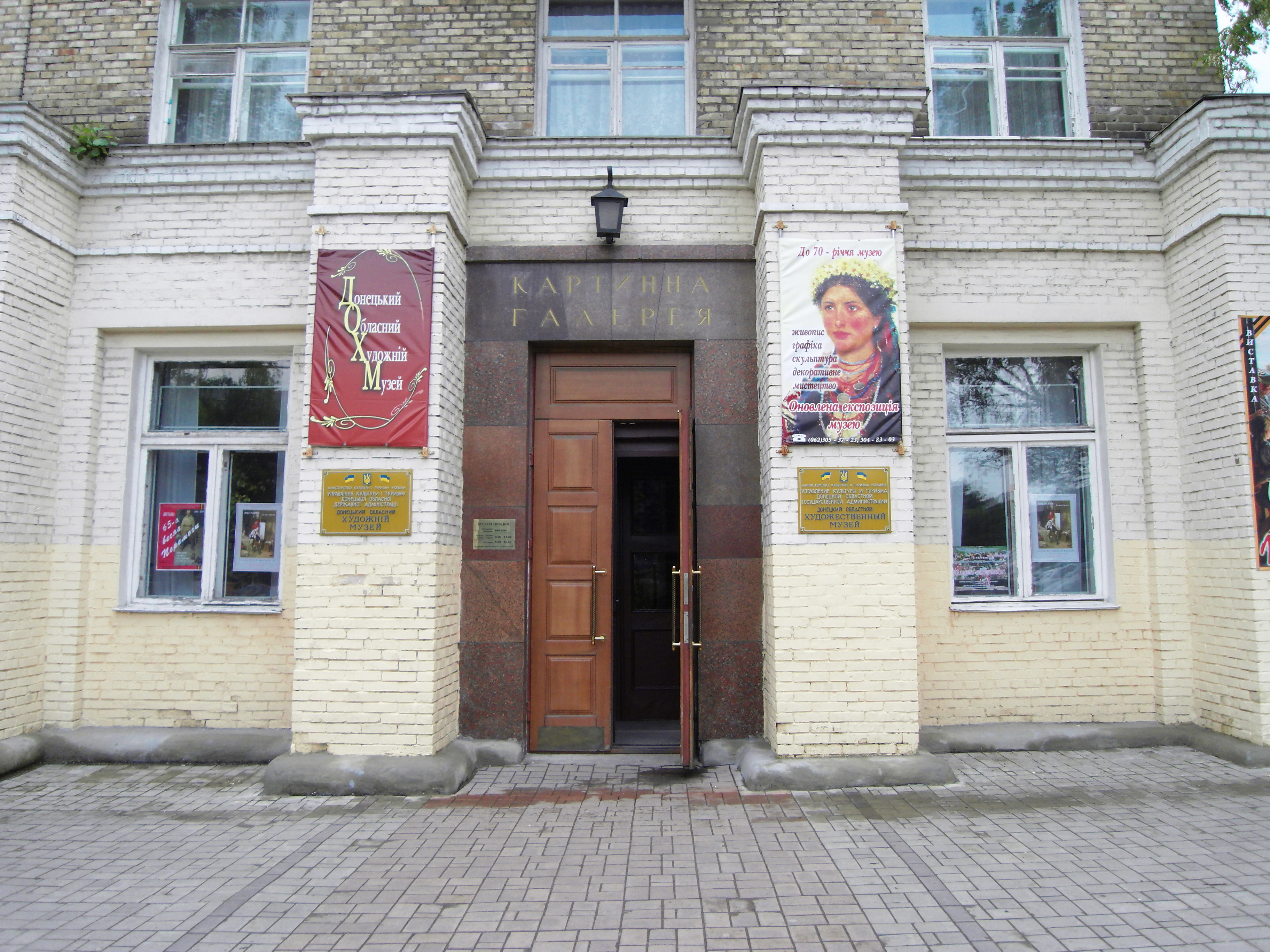
Донецький обласний художній музей

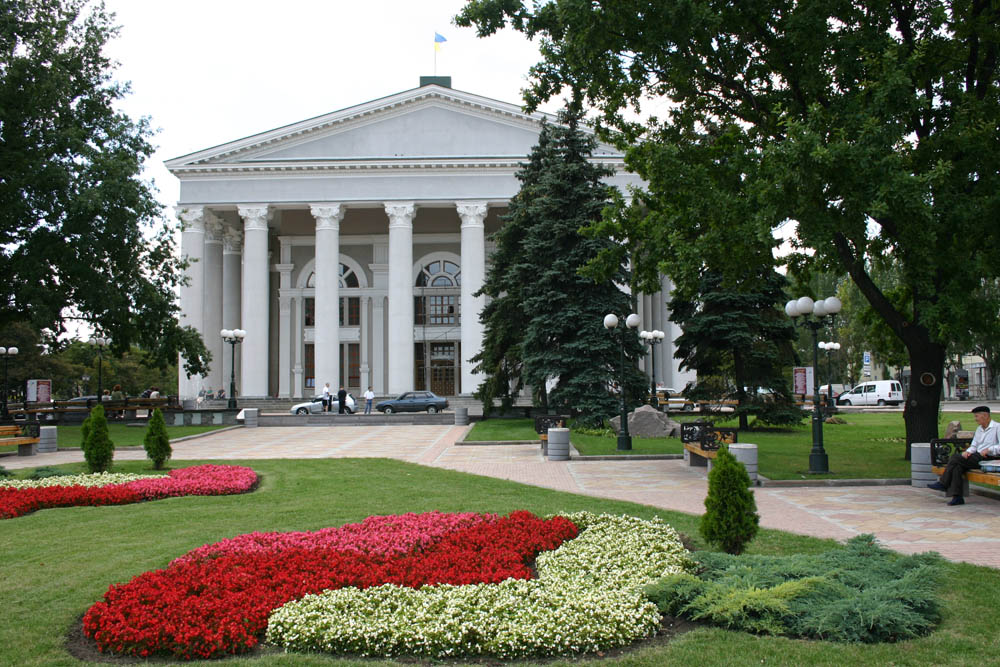
Донецький музично-драматичний театр

У місті розміщено 11 кінотеатрів, 53 Палаци культури та клубів, 140 музеїв та музейних кімнат, 368 бібліотек із фондом понад 15 522 662 книжок, 16 початкових спеціалізованих навчальних закладів мистецтв, культурологічних та науково-просвітницьких організацій, серед яких Український культурологічний центр, Донецька обласна філармонія імені С. С. Прокоф'єва, Донецький державний цирк «Космос», Донецький планетарій, театр кіно ім. Т. Г. Шевченка.
У Донецьку відбувалися такі фестивалі: «32 травня», «Бельканто», «Золотий Скіф», «Пані Україна», «Підводні фантазії», «Прокоф'євська весна», «ДоДж», а також щоосені, за особистого сприяння Вадима Писарєва, фестиваль «Зірки світового балету». 2011 року в Донецьку у Міжнародний день театру буде відновлено Міжнародний конкурс артистів балету та хореографів імені Сержа Лифаря.

### Релігія

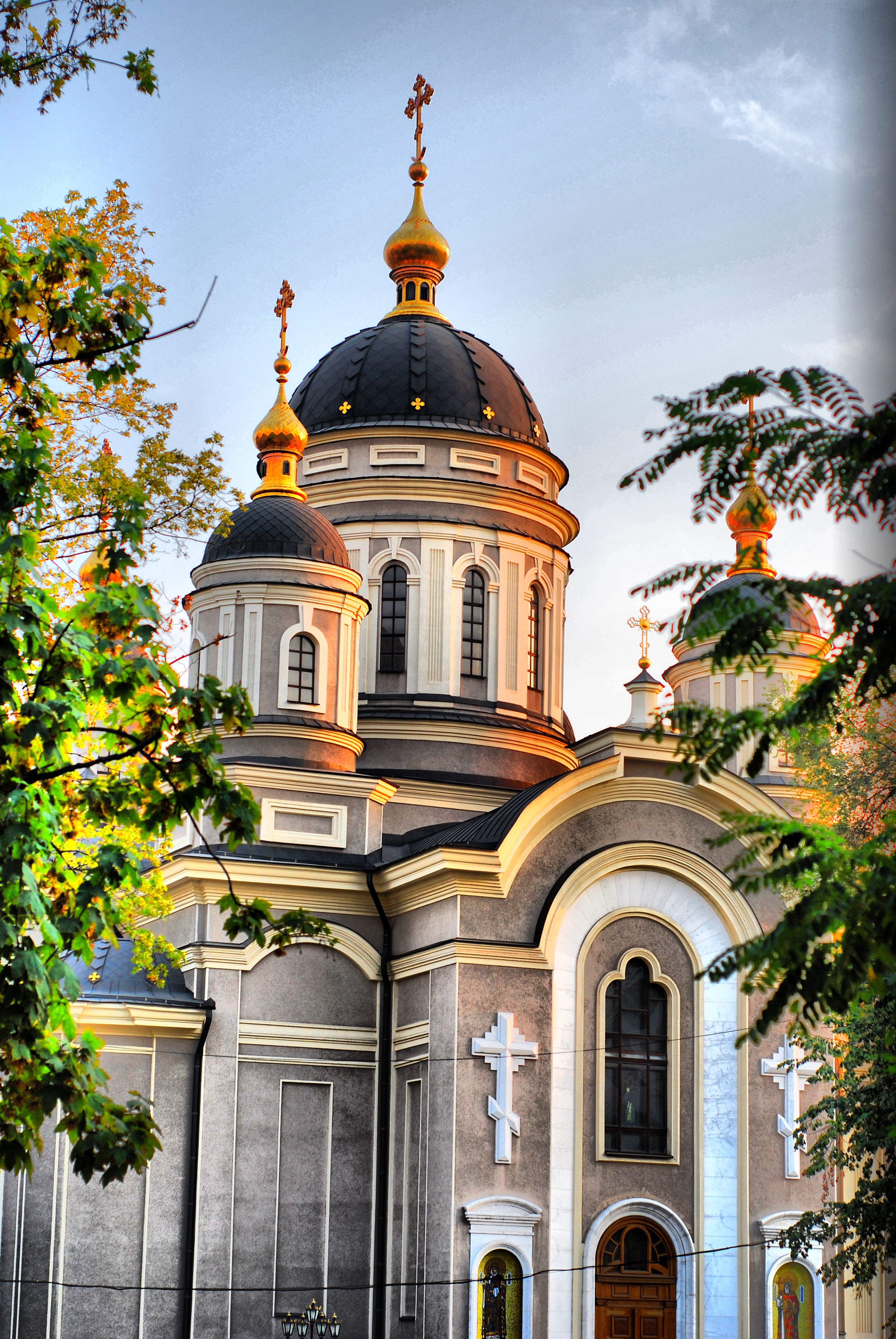
Свято-Преображенський кафедральний собор

У місті представлені усі релігійні конфесії, діють православні церкви, протестантські молитовні доми й католицький костел, мусульманська мечеть і юдейська синагога.
Однак найбільшу церковну громаду, має Українська православна церква Московського патріархату, їхні культові споруди переважають в місті. Відомо, що до 1948 року в Донецьку існувало 13 православних парафій, однак за радянської влади релігійне життя міста майже зійшло нанівець.
Кафедральний собор — історичний Свято-Преображенський собор, розміщений у самому серці міста, у Ворошиловському районі на вулиці Артема. У Київському районі міста розміщено жіночий Свято-Іверський монастир.

### Бібліотеки
Універсальні публічні: Донецька обласна бібліотека для юнацтва, Донецька обласна дитяча бібліотека імені С. М. Кірова, Донецька обласна універсальна наукова бібліотека імені Н. К. Крупської, Міська дитяча бібліотека ЦБС для дітей міста Донецька, Центральна бібліотека для дорослих ЦБС міста Донецька.
Спеціалізовані: Бібліотека Державної консерваторії імені С. С. Прокоф'єва, Донецька обласна науково-медична бібліотека, Наукова бібліотека Донецького національного університету, Наукова бібліотека Донецького фізико-технічного інституту імені О. О. Галкіна НАН України, Науково-технічна бібліотека Донецького національного технічного університету.

### Музеї та експозиції
Станом на 2014 рік, у Донецьку діяло 140 музеїв і музейних кімнат. Серед них два великих державних обласних музеї: Донецький обласний художній музей і Донецький обласний краєзнавчий музей. Крім державних музеїв, існують музеї, створені підприємствами й організаціями міста. Серед них: Музей історії й розвитку Донецької залізниці, створений Донецькою залізницею; Музей зв'язку, створений центром технічної експлуатації місцевого телефонного зв'язку ВАТ «Укртелеком»; Музей єврейської спадщини Донбасу, створений Донецьким єврейським общинним центром; Музей історії ДМЗ, створений Донецьким металургійним заводом та інші. Силами ентузіастів створюються народні музеї. Серед них «Донбас нескорений». У школах створюються музейні кімнати.
У 2010 році в будівлі «Донбас Арени» було відкрито Музей історії ФК «Шахтар», який вирізняється своєю інноваційністю. 2012 року, музей було номіновано у престижному конкурсі European Museum of the Year. Це перший випадок, коли український музей номінується на міжнародну нагороду такого рівня.
2011 року, відбулося відкриття сучасного виставкового центру «Арт-Донбас». Він розташувався в Музичному парку.

### Театри
У місті діють Національний академічний український музично-драматичний театр, що має 5 сцен — велику, малу, експериментальну, Театральну вітальню та Літній майданчик; Академічний державний театр опери та балету імені Анатолія Солов'яненка, при якому діє Хореографічна школа Вадима Писарєва і на сцені якого проходить фестиваль «Зірки світового балету»; Академічний обласний театр ляльок — перший на Донбасі й один з перших у країні.

### Палаци культури
Ще в радянські часи історії міста у кожному районі, мікрорайоні або при промисловому підприємстві діяв власний палац культури, зокрема Міський Палац культури (колишній ДК імені Жовтневої революції), Палац культури «Донбас» (колишній ПК шахти «Заперевальна»), Палац культури ВАТ «Донецькгірмаш» (колишній ПК імені XXI з'їзду КПРС), Палац культури заводу хімреактивів, Палац культури імені О. М. Горького шахтоуправління «Червона Зірка», Палац культури імені О. М. Горького шахти імені О. Ф. Засядька, Палац культури імені О. С. Пушкіна, Палац культури імені В. В. Куйбишева, Палац культури імені Г. І. Петровського, Палац культури імені Є. Т. Абакумова, Палац культури імені І. Я. Франка, Палац культури імені М. І. Калініна (реорганізований в Торгово-промислову палату міста Донецька), Палац культури імені М. О. Островського (колишній ПК імені М. О. Островського шахти «Кіровська»), Палац культури імені Т. Г. Шевченка, Палац культури металургів (раніше — імені В. І. Леніна металургійного заводу), Палац культури шахти «Лідіївка», Палац культури шахти «Жовтнева», Палац культури «Ювілейний», Палац культури (домобудівного комбінату, Будьонівський район), Палац культури імені Ілліча, Палац культури шахти «Трудовська», Донецький обласний палац дітей та юнацтва, Міський палац дітей та юнацтва, Палац молоді «Юність», Будинок культури «Батьківщина», Міський будинок творчості, Міський будинок вчителів, Будинок культури імені С. М. Кірова.

### Кінотеатри

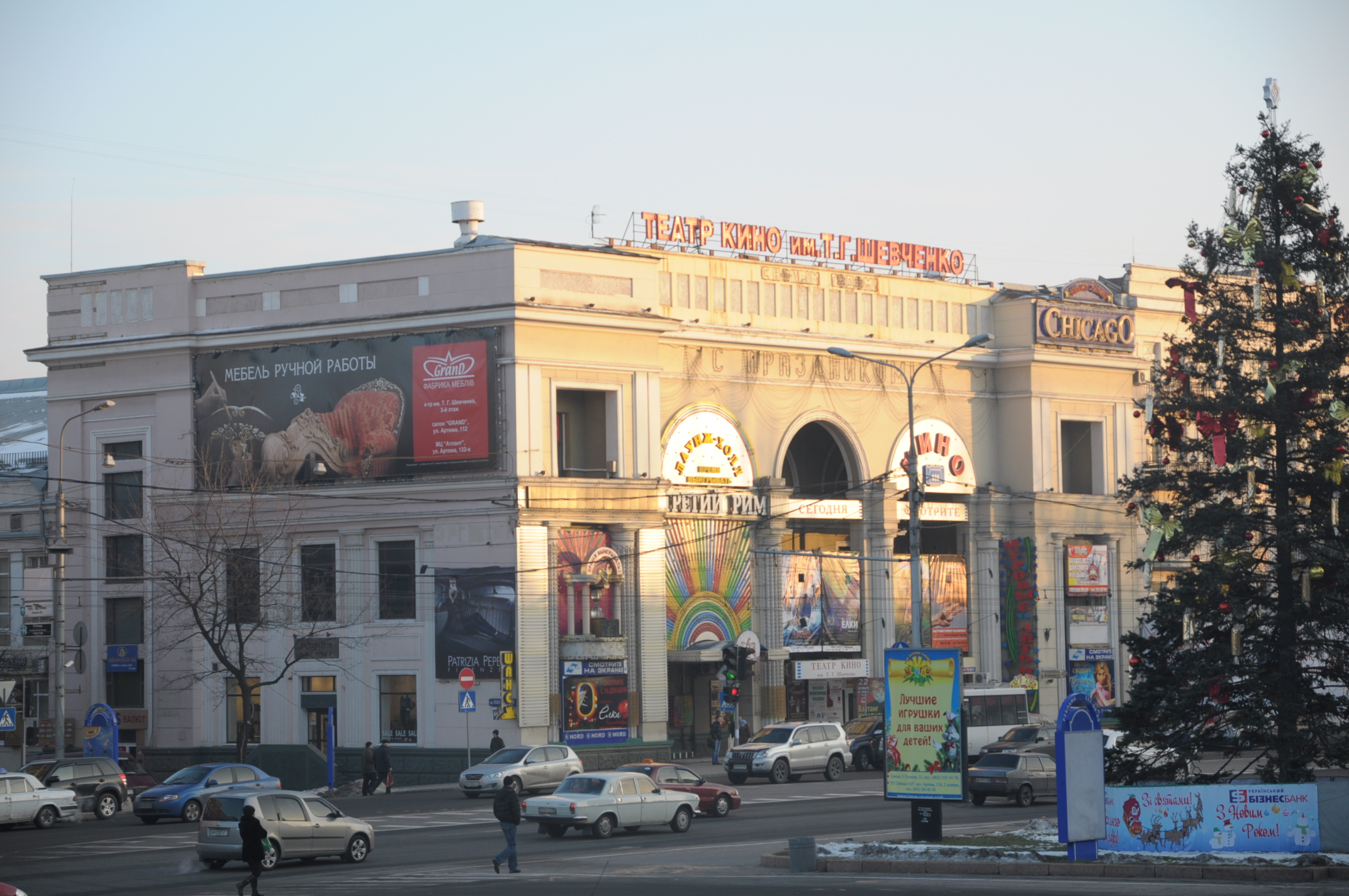
Театр кіно імені Т. Г. Шевченка та Театральна площа в Донецьку

Театр кіно імені Т. Г. Шевченка — один із символів Донецька, на момент відкриття був першим багатозальним кінотеатром України. В останні 2010 роки в місті відкрилась низка сучасних приватних кінотеатрів: Мультиплекс «Донецьк-Сіті» та Мультиплекс «Золоте кільце», Кінопалац «Зірочка», кінотеатр «Кіно-Культ» з 3D-залом. Продовжують діяти кінотеатри «Берізка», «Донбас», «Первомайський», «МИР».
Закриті або працюють частково кінотеатри: «Зоря», «Аврора», «Супутник», «Будівельник», «Планета», «Юність», «Комсомолець», «Хроніки і Повторного фільму», «Свєт»<--саме так, а не світ, мир чи світло-->, «Червона Шапочка», Кіноконцертний комплекс (ККК) «Донецьк», «Гірник», «Кристал»; в тому числі літній кінотеатр «Кальміус».
Літній кінотеатр «Зелений» у парку Щербакова, у якому на початку 90-х років базувався міський радіоринок, припинив своє існування. На його місці збудовано аквапарк. Кінотеатр «Сталь» також припинив своє існування, на його місці побудовано біблійний інститут «Слово Життя».
2010 року було відкрито автомобільний кінотеатр «Moonlight» з найбільшим в Європі екраном розміром 22х11 метрів.

### Фотомистецтво
До революції у Юзівці діяли фотоательє Бориса Соломоновича Стесіна, А. Матюкіна (Базарна пл., буд. Шаповалової), братів Клейман, П. Е. Зузулі, Стефана А. Синицина, Іллі Пенякова, Йогана Шильхта. Також Юзовку відвідував Василь Досєкін і тут робив фотографії.
Яків Перех, Е. Кречмер, М. Кучерів, Т. Червоний, І. Фадеєв, Р. Гордеєнко, В. Новіков здійснювали видавництво листівок з видами Юзівки.
Колекції
Донецький обласний краєзнавчий музей має колекцію з 60 листівок з фотографіями Юзівки. Він здійснював репринтне видання листівок, а також видання каталогу листівок з фондів музею. У Донецьку діє музей фотожурналістики й фототехніки. Музей був відкритий у червні 2008 року. Це єдиний музей такого профілю в Україні. У музеї представлені фотографії й особисті речі донецьких фотографів, фототехніка. Є стенди присвячені Є. Халдеєві, Е. Кому, Р. Азриелю, Б. Виткову, В. Гончарову, Г. Навричевському.
Фотовиставки
Фотографічні виставки проводяться в Донецькому обласному краєзнавчому музеї, Донецькому обласному художньому музеї, Донецькому будинку працівників культури. У 2007 році в рамках святкування 75-річчя створення Донецької області біля Донецької обласної ради були споруджені стенди для проведення фотовиставок на відкритому повітрі.
На Донецьких фотовиставках експонуються роботи відомих майстрів, наприклад, Робера Дуано; документальна фотографія — знімки з Кримської війни, Геноцид у Руанді; виставки регіональних фотоконкурсів і фотоклубів.
У 2005 році в Донецьку пройшли фотовиставки «Мої крила — небо» (фотографії протоієрея Миколи Катальникова), фотовиставки фотоконкурсу «Я.МІСТО.ДОНЕЦЬК», «Свято» і «Від Генсбура до Генсбарра» (фотографії Робера Дуано, виставки відбулися в рамках фестивалю «Французька весна») і інші.
У 2006 році в Донецьку пройшли фотовиставки фотоконкурсу «Я.МІСТО.ДОНЕЦЬК» та інші.
У 2007 році в Донецьку пройшли фотовиставки: «Першополосні кадри», «Донбас із висоти» (фотографії Петра Кохановського з літака) та інші.
У 2008 році в Донецьку пройшли фотовиставки: «Доторкнутися та побачити» (тактильні фотографії Юрія Білака), «Гордість Донбасу» (роботи донецьких фотографів 1970-1990-х років), «Моя світла Русь» (фотографії Сергія Бунтовського), фотовиставка дітей, хворих аутизмом і синдромом Дауна, «Святогір'я — джерела духовності», фотографії Петра Кохановського), фотовиставка до 65-ї річниці звільнення Донбасу та інші.
Фотоконкурси
Із грудня 2004 року проводився донецький відкритий конкурс фотомистецтва «Я.МІСТО.ДОНЕЦЬК». Номінації: міська фотографія, портрет, сюжетна зйомка, серія, область, колаж. За результатами фотоконкурсу було кілька фотовиставок і видано два фотоальбоми з роботами учасників конкурсу.
Улітку 2008 року Партнер-портал провів конкурс «Донецьк, Літо — 2008».

### Планетарії

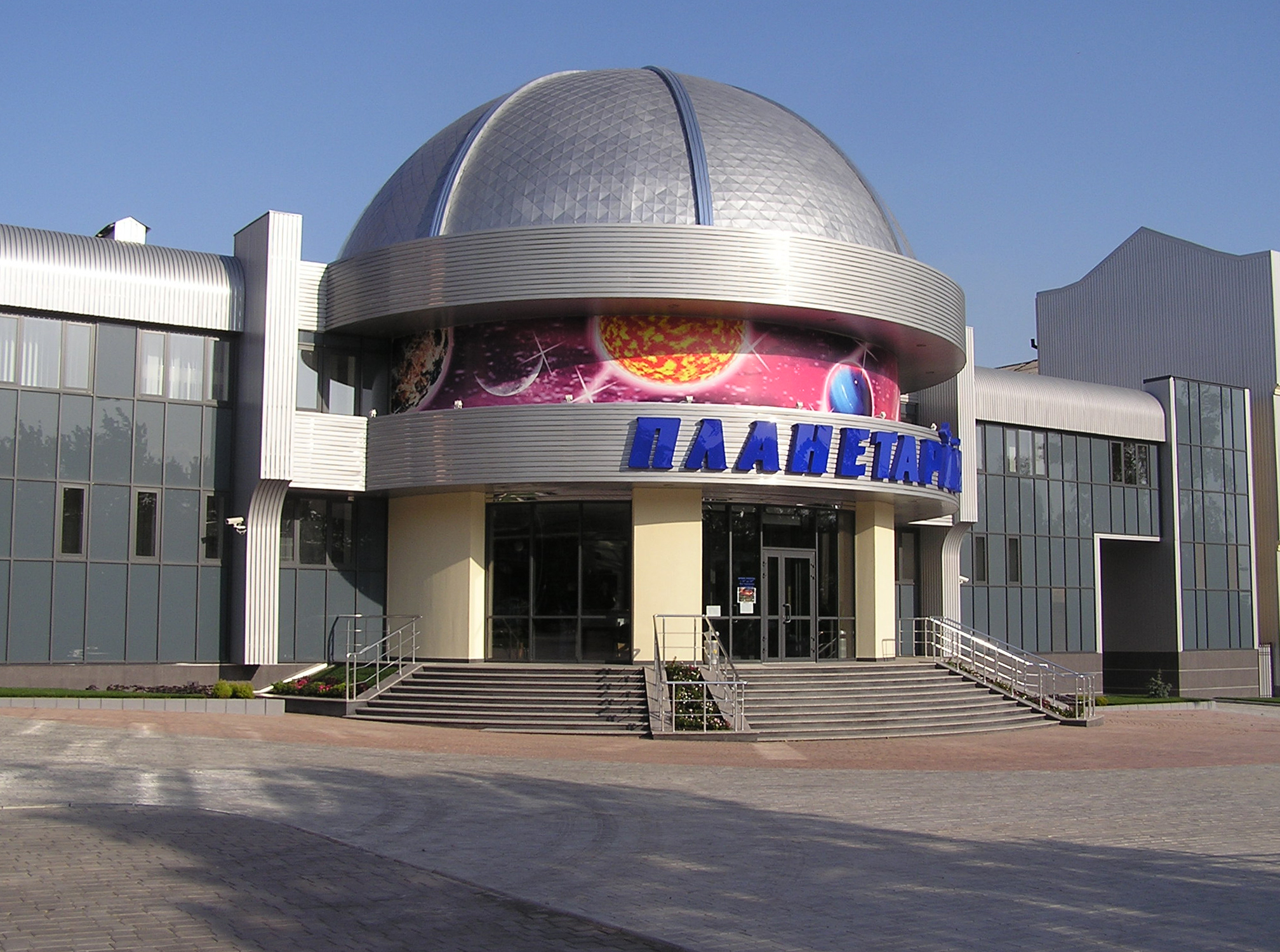
Новий планетарій у Донецьку.

До російського вторгнення в 2014 році в Донецьку функціонували два планетарії.

## Вулиці міста, парки і пам'ятники

### Загальна характеристика
У місті нараховується 2 219 вулиць, бульварів, проспектів, 21 площа. Головна площа — площа Леніна. Загальна протяжність вулиць Донецька — 2 500 км.
Головна вулиця — вулиця Артема. Найдовша — вулиця Петровського. Як мінімум одна вулиця складається з одного будинку: Нижньовартівська.
У 1880-х роках у Юзівці існувала тільки одна вулиця — Перша лінія. У 1890-х роках з'явилися паралельні їй вулиці, які називалися «лініями»: Друга лінія, Третя лінія тощо. Вулиці перпендикулярно перетиналися з більш вузькими провулками. Пізніше вулиці перейменували.

### Парки Донецька

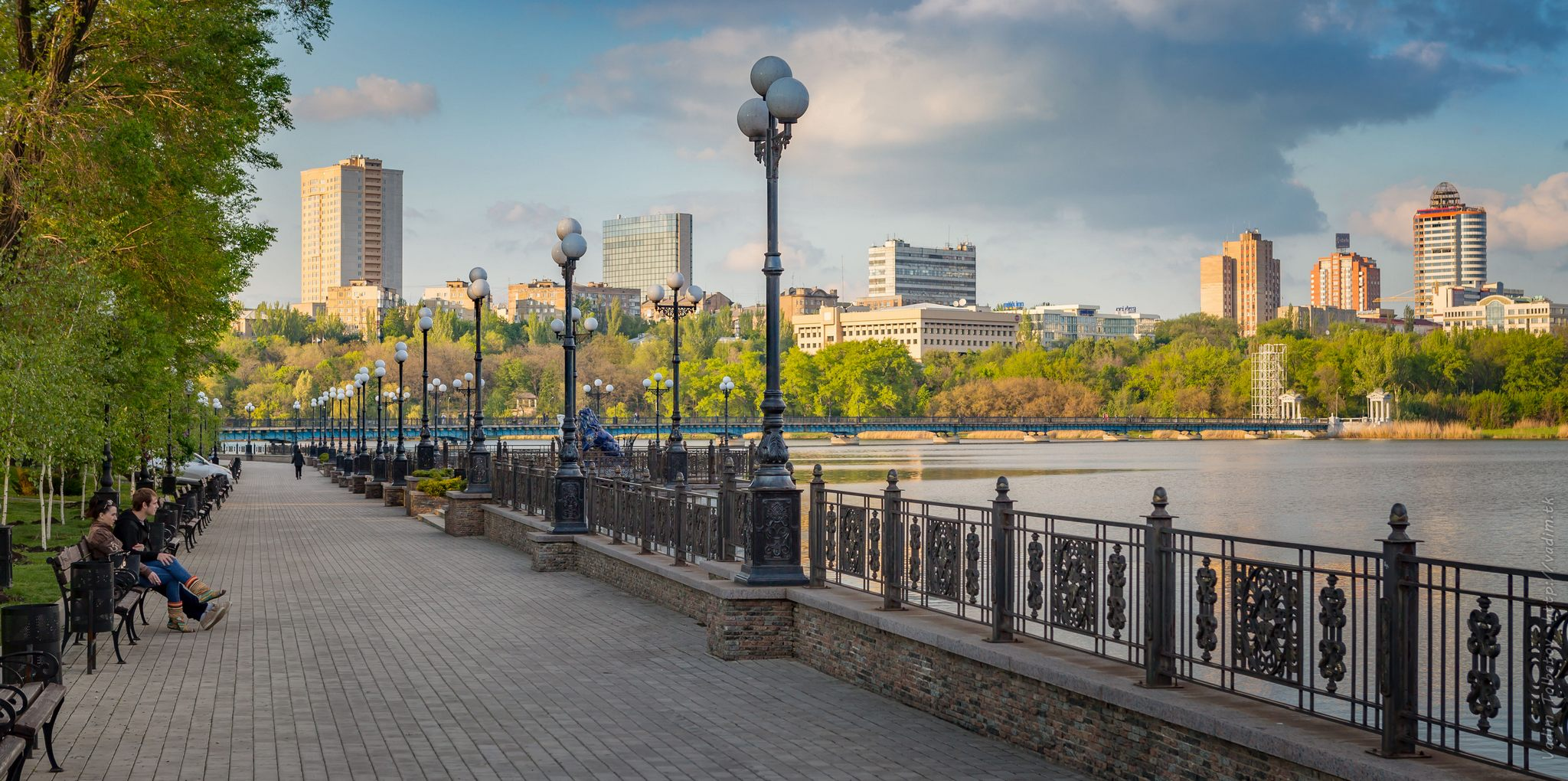
Донецьк, міський парк імені Щербакова, 2016

Донецьк — дуже зелене місто, у ньому багато парків, скверів, бульварів.
Багато з парків належать місцевим підприємствам, наприклад, парк ДМЗ, парк Готелю Вікторія, сквер Київ-Конті.
Одним з символів міста є троянди, які переповнюють центральні проспекти, парки, розарії. В 1970-х роках Донецьк отримав прізвисько «місто мільйона троянд». На початку XXI століття Донецьк повернув собі статус міста в якому на кожного мешканця припадає по кущу троянд. Станом на 2010 рік, у Донецьку нараховувалося 1 096 000 троянд.
Найперший парк, закладений у Донецьку, отримав звичайну для своєї епохи назву — Міський сад. Проте після того, як 1932 року на протилежному березі Першого міського ставка відкрився Парк імені Постишева, а нині Центральний парк культури і відпочинку імені Щербакова, загальною площею 200 га, Міськсад почав поступатись йому у популярності і поступово втратив своє значення.
Центральний парк культури і відпочинку імені Щербакова у 2010 р. визнаний найкращим парком країни. У 2012 році, під час проведення ЄВРО-2012 на території парку діяла фан-зона.
1956 року в Донецьку закладено ще один великий парк у Київському районі міста — Міський парк культури і відпочинку. Його центрами стали монумент «Визволителям Донбасу» та дитяча залізниця імені В. В. Приклонського. 2009 року на межі парку із вулицею Челюскінців відкрито стадіон «Донбас Арена» з великим ландшафтним парком. У парку розміщений найбільший в Україні сад каменів.
На території від монументальних споруд до річки Кальміус, 2011 року відбулося відкриття першого в Україні Музичного парку. Головним парковим шоу є світломузичні фонтани та амфітеатр, використані новітні технології створення звукового фону. Загальна вартість проєкту — понад 30 млн грн. Також в парку була створена реставрація «скіфсько-сарматського поля».
2005 року на подвір'ї Донецького міського виконавчого комітету, з боку вулиці Університетської, у місті з'явився унікальний Парк кованих фігур, який станом на 2014 рік, нараховував кілька десятків шедеврів ковальської майстерності просто неба.

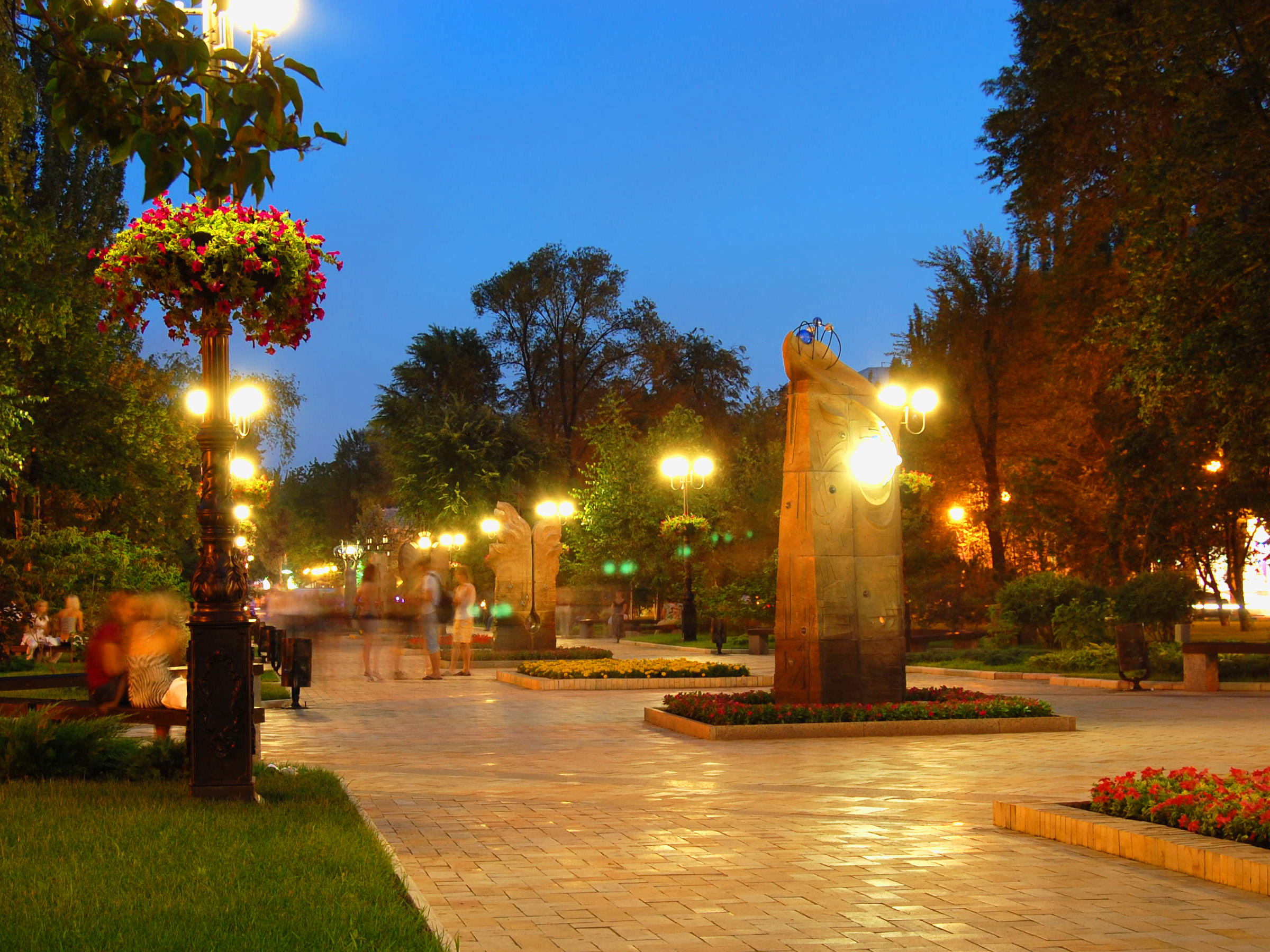
Бульвар Пушкіна ввечері

### Пам'ятники Донецька

Скульптура гурту «Бітлз» у студентському містечку ДонНТУ

У Донецьку розміщено 262 пам'ятники історії і культури, до них належать скульптури, меморіали, пам'ятні знаки і меморіальні дошки: 18 — присвячених Жовтневій революції 1917 року, 9 — громадянській війні в Росії, 30 — мистецтву, 30 — праці, 37 — братських могил, 3 — жертвам фашизму, 3 — діячам комуністичної партії, 1 — працівникам міліції, 1 — засновникові міста.
Першим пам'ятником Донецька (тоді ще Юзівки) був пам'ятник Олександру ІІ. Його відкриття планувалося на 1916 рік, але він зруйнувався за кілька днів до відкриття.
Деякі пам'ятники подаровані Донецьку іншими містами. Таким чином Донецьк отримав від Москви копію Цар-гармати, від Бохуму — копію дзвону встановленого біля Міської Ради, від Києва — оригінал скульптури Архістратига Михаїла.
5 липня 2011 року в Донецьку біля будівлі обласної прокуратури було урочисто відкрито пам'ятний знак із нагоди 20-ї річниці роботи прокуратури незалежної України.

## Засоби масової інформації
У Донецьку видавалися понад 40 друкованих видань, діяли понад 18 радіостанцій та понад 20 телевізійних телеканалів, а також низка кабельних операторів.
Найпопулярніша суспільно-політична газета — «Вечерний Донецк», вона поширюється на території Донецька і Донецької області (наклад 30 000 екземплярів). Серед інших суспільно-політичних видань популярні газети Вести Донбасса, «Донбасс», «Донецкие новости», «ГидТВ», «Панорама», «Жизнь», «Донецький кряж». Видаються також місцеві випуски українських та російських газет: «МК в Донбассе», «Газета по-донецки», «Сегодня», «Комсомольская правда — Донбасс» тощо. Певне поширення мають і рекламно-інформаційні газети («Алло», «Вікна реклами», «Перша лінія», «Все обо всем», «Нерухомість Донбаса», «СтройПрайс»), а також безоплатні газети оголошень. У 1992—1997 роках виходила друком тижнева газета «Східний часопис» (наклад 5-10 тис. прим.), а також місячний додаток до неї «Козацький край» (наклад 2-3 тис. прим.).

### FM-радіостанції
Через окупацію міста мовлення всеукраїнських та регіональних радіостанцій припинено
| №п/п | Частота, МГц | Назва                  | Потужність, кВт | Адреса вежі        | Передавач           |
| ---- | ------------ | ---------------------- | --------------- | ------------------ | ------------------- |
| 1    | 92.3         | Мелодія FM             | 0,5             | вул. Куйбишева, 61 | ДФКРРТ              |
| 2    | 96.1         | Люкс FM                | 1               | вул. Куйбишева, 61 | ДФКРРТ              |
| 3    | 99.0         | Радіо НВ               | 0,5             | вул. Куйбишева, 61 | ДФКРРТ              |
| 4    | 99.4         | Power FM               | 1               | вул. Куйбишева, 61 | ДФКРРТ              |
| 5    | 100.0        | Перець FM              | 0,5             | вул. Куйбишева, 61 | ДФКРРТ              |
| 6    | 100.5        | MEGA                   | 1               | просп. Ілліча, 100 |                     |
| 7    | 101.2        | Хіт FM                 | 1               | вул. Куйбишева, 61 | ДФКРРТ              |
| 8    | 101.6        | NRJ                    | 0,5             | вул. Куйбишева, 61 | ДФКРРТ              |
| 9    | 102.1        | Класне радіо           | 1               | вул. Куйбишева, 61 | ДФКРРТ              |
| 10   | 102.6        | Радіо П'ятниця         | 1               | вул. Куйбишева, 61 | ДФКРРТ              |
| 11   | 103.5        | Radio Relax            | 1               | вул. Куйбишева, 61 | ДФКРРТ              |
| 12   | 104.1        | M-FM                   | 0,5             | вул. Куйбишева, 61 | ДФКРРТ              |
| 13   | 104.7        | Радіо Байрактар (план) | 1               | вул. Куйбишева, 61 | ДФКРРТ              |
| 14   | 105.1        | Kiss FM                | 2               | вул. Куйбишева, 61 | ДФКРРТ-3 (південна) |
| 15   | 105.5        | Best FM                | 0,5             | вул. Куйбишева, 61 | ДФКРРТ (північна)   |
| 16   | 106.4        | Radio Shanson          | 1               | вул. Куйбишева, 61 | ДФКРРТ              |
| 17   | 106.8        | Radio ROKS             | 3               | вул. Куйбишева, 61 | ДФКРРТ              |
| 18   | 107.2        | Країна ФМ (план)       | 1               | вул. Куйбишева, 61 | ДФКРРТ              |
| 19   | 107.6        | Наше радіо             | 3               | вул. Куйбишева, 61 | ДФКРРТ              |

## Міська символіка

Монумент «Визволителям Донбасу»

Міська символіка Донецька затверджена 27 вересня 2004 року рішенням № 13/5 Донецької міської ради. У рішенні затверджувались герб Донецька та прапор Донецька.
Герб Донецька — це п'ятикутний щит, розділений навпіл горизонтальною смугою. Верхня частина щита — блакитна, нижня — чорна. На щиті зображена золота правиця, яка тримає золотий гірничий молоток. У верхньому правому куті розміщена п'ятипроменева зірка. Великий герб з двох боків підтримується фігурами з композиції монументу «Визволителям Донбасу»: ліворуч — шахтар на фоні золотої лаврової гілки; праворуч — воїн на фоні дубової гілки. Обидві фігури сріблястого кольору. Композиція обвита чорно-блакитною стрічкою. Зверху міститься золота корона з п'ятьма вежами, на якій зображені цифри «1869» — рік заснування міста. Знизу щит обрамований двома покладеними навхрест золотими гілками троянди. Троянди обгорнуті червоною стрічкою, на якій золотими літерами написано «Донецьк».
Прапор Донецька: прямокутне полотнище з розмірами: 1,2 ширини до 1,5 довжини. Прапор горизонтально розділений на дві рівні частини. Верхнє поле — блакитне, нижнє — чорне. В центрі полотна нанесене золоте зображення гербу Донецька, що займає не менше 0,32 частини площі прапора. Блакитне поле герба розташоване на лазуровій половині прапора, а чорне — на чорній. Зображення герба створюється за допомогою вишивки або аплікації. Полотнище прапора кріпиться на держак та увінчується наконечником. Крім офіційного прапора Донецька, зустрічається і такий варіант: на білому полотнищі розміщується повнокольоровий герб Донецька.

## Відомі люди

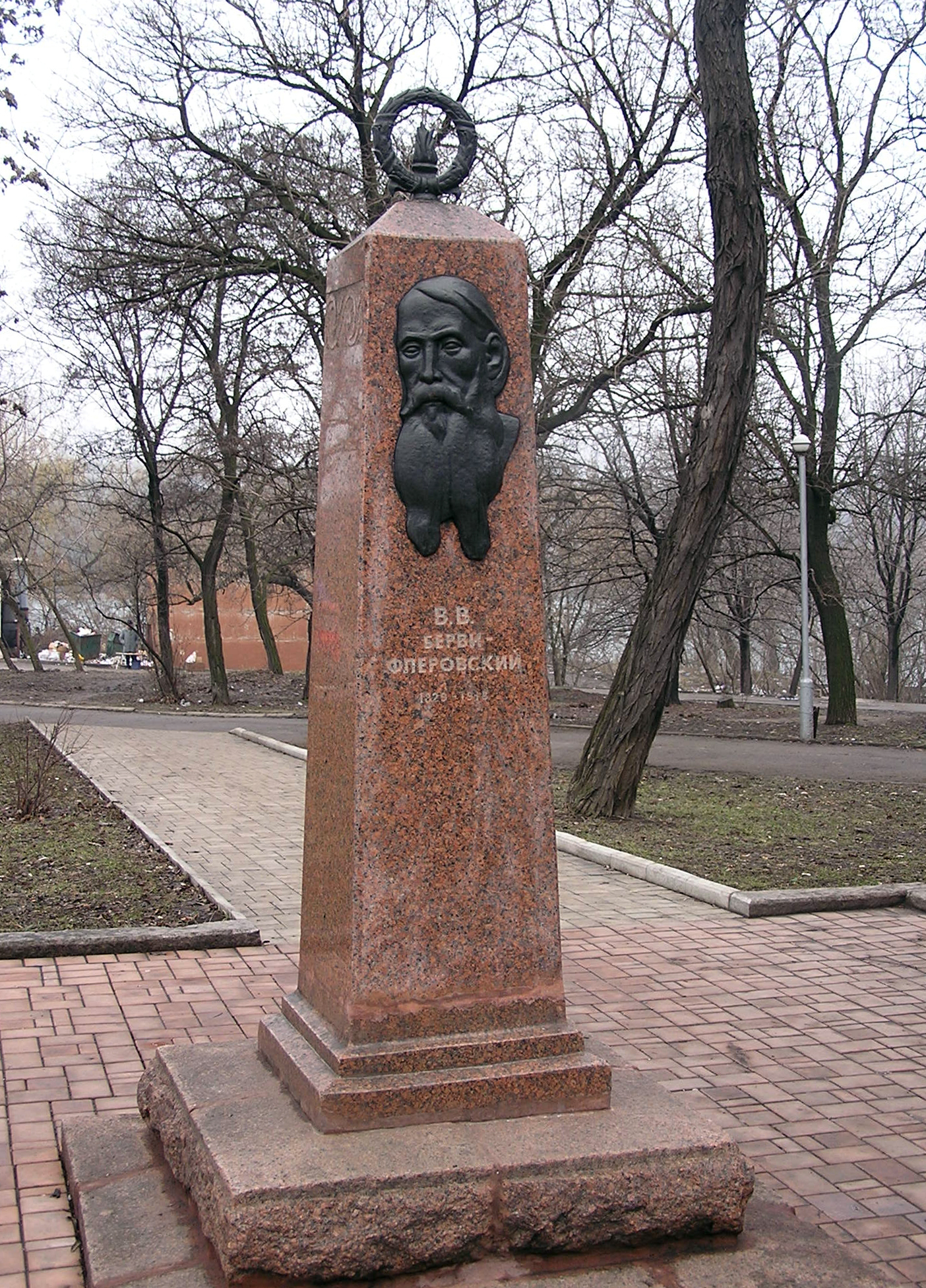
Пам'ятник Берві-Флеровському

### Народилися
- Біляїв Володимир Іванович — письменник і журналіст, громадсько-політичний та культурний діяч, керівник української редакції радіостанції «Голос Америки».
- Вадим Писарев — український артист балету.
- Халдей Євген Ананійович — фотограф, військовий фотокореспондент.
- Емма Андієвська — українська письменниця (поетеса, прозаїк), художниця
- Рінат Ахметов — бізнесмен
- Василь Атрощенко — український хімік-технолог, педагог
- Лілія Подкопаєва — українська гімнастка
- Анатолій Солов'яненко — оперний співак, лірико-драматичний тенор
- Петро Симоненко — 1-й секретар ЦК КПУ (з червня 1993)
- Олег Твердовський — російський хокеїст, дворазовий володар Кубка Стенлі
- Ірен Роздобудько — українська журналістка, письменниця, поетеса
- Дорож Максим (?-1919) анархіст, повстанський отаман учасник Махновського руху.
- Абраменко Володимир Григорович (1934) тренер (легка атлетика). Засл. тренер України (1977).
- Абрамов Володимир Андрійович — лікар-психіатр. Доктор медичних наук (1987), професор (1989).
- Левко Миколайович Задов (Зіньковській) — анархіст, начальник розвідки армії Нестора Махна, пізніше — працівник радянських спецорганів. Образ Льова Задова знайшов відображення у декількох радянських кінофільмах та романах.
- Ткаченко Станіслав Йосипович (нар. 6 грудня 1937) — український науковець, завідувач кафедри теплоенергетики Вінницького національного технічного університету, доктор технічних наук, професор, заслужений працівник народної освіти України.
- Рибачук Марина Василівна — українська художниця, член Національної спілки художників України.

### Проживали
- Джон Джеймс Юз — британський гірничий інженер, засновник металургійного заводу та міста Донецьк.
- Василь Стус — український поет
- Дзюба Іван Михайлович — громадський діяч, дисидент радянських часів
- Леонід Литвиненко — український хімік, академік НАНУ
- Олександр Некрасов — композитор, журналіст, професор музичної академії
- Сергій Бубка — стрибун із жердиною, багаторазовий рекордсмен світу
- Левицький Марк Юрійович — український журналіст. Заслужений журналіст України